# Alfonso XII de España
Alfonso XII de España, apodado «el Pacificador» (Madrid, 28 de noviembre de 1857-El Pardo, 25 de noviembre de 1885), fue rey de España entre 1874 y 1885. Hijo de la reina Isabel II y del rey consorte Francisco de Asís de Borbón, con el inicio de su reinado terminó la Primera República y comenzó el período conocido como Restauración. Tras su muerte prematura a los veintisiete años, víctima de la tuberculosis, fue sucedido en el trono por su hijo póstumo, Alfonso XIII, cuya minoría de edad estuvo encabezada por la regencia de su madre, la reina viuda María Cristina.

## Biografía

### Primeros años (1857-1868)

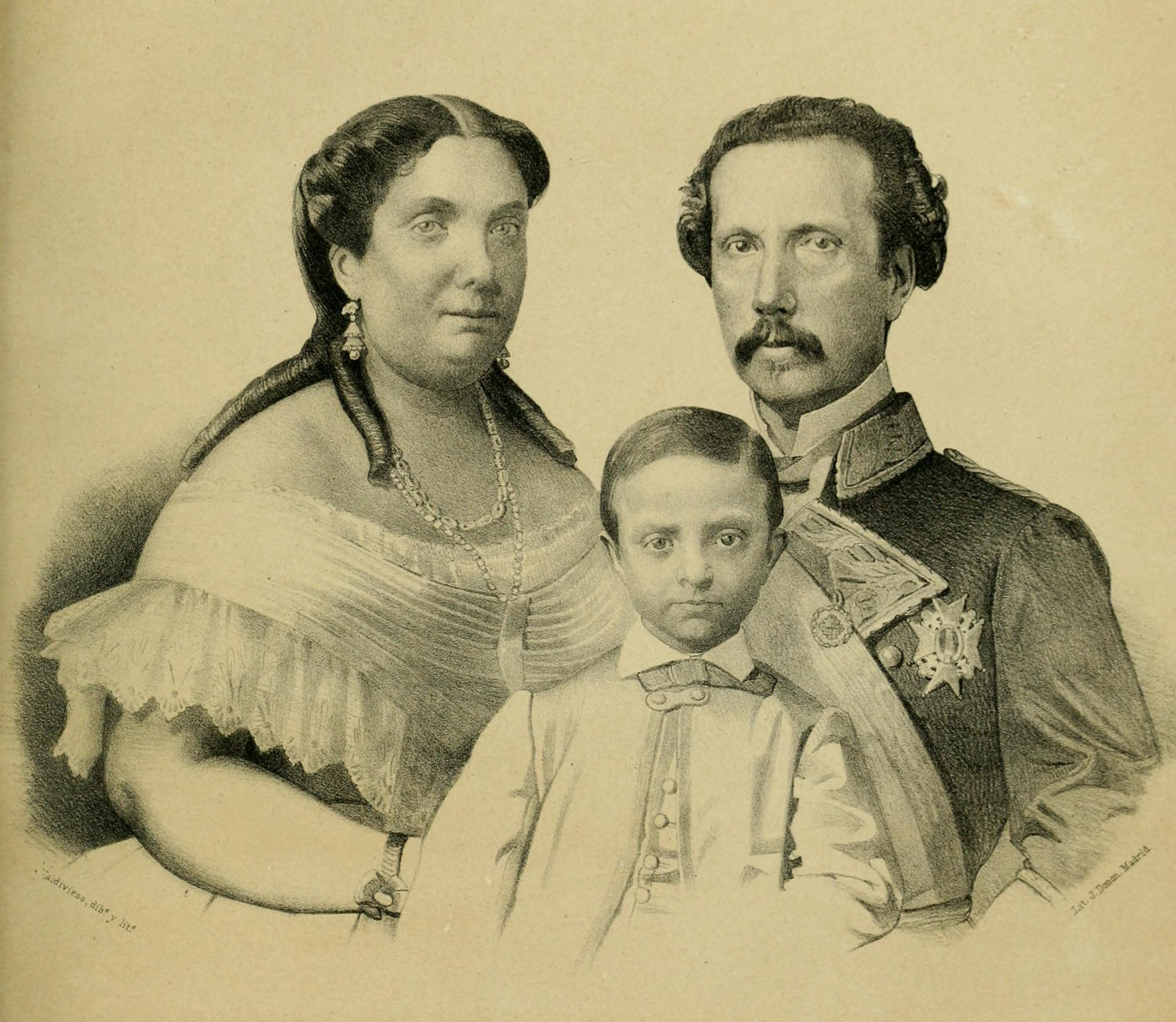
Retrato del príncipe Alfonso con una edad de unos siete años junto a su madre Isabel II y su padre Francisco de Asís de Borbón.

Nació en el Palacio Real de Madrid el 28 de noviembre de 1857. En Madrid y en la corte circuló el rumor, también durante el embarazo, de que su verdadero padre no era el rey consorte, Francisco de Asís de Borbón, sino el entonces amante de la reina, el capitán de ingenieros Enrique Puigmoltó y Mayans, III conde de Torrefiel y I vizconde de Miranda, de ahí que en algunos medios populares se le llamara al recién nacido el Puigmoltejo.
Alfonso, que recibió el título de príncipe de Asturias tras su nacimiento, tenía cuatro hermanas: la infanta Isabel, condesa de Girgenti (1851-1931), la infanta María del Pilar (1861-1879), la infanta María de la Paz, princesa de Baviera (1862-1946) y la infanta María Eulalia, duquesa de Galliera (1864-1958). Fue bautizado el 7 de diciembre de 1857 en la capilla del Palacio Real de Madrid por el patriarca de las Indias, siendo su padrino el papa Pío IX representado por el nuncio, Lorenzo Barili.
Entre los preceptores del joven príncipe Alfonso se hallaban el duque de Sesto y el arzobispo de Burgos, este último elegido por la propia reina Isabel tras consultar con Pío IX.

### Exilio (1868-1874)
El príncipe de Asturias Alfonso, a punto de cumplir los once años de edad, tuvo que abandonar España cuando la Revolución Gloriosa de septiembre de 1868 puso fin al reinado de su madre y dio inicio al Sexenio Democrático. La exreina se puso bajo la protección del emperador francés Napoleón III y junto a sus hijos estableció su residencia en París en el «hermoso» Palacio Basilewsky, que Isabel II compró con el dinero que había depositado durante su reinado en la Casa Rothschild de París y con un préstamo de la misma entidad por el valor de las joyas que se había llevado consigo, y que rebautizó con el castizo nombre de Palacio de Castilla, mientras que el rey consorte Francisco de Asís de Borbón se iba a vivir a un palacete en las afueras de la capital francesa tras haber formalizado su separación de la destronada reina. El príncipe Alfonso fue matriculado en el elitista y privado colegio Stanislas y su formación política corrió a cargo de su preceptor Guillermo Morphy.

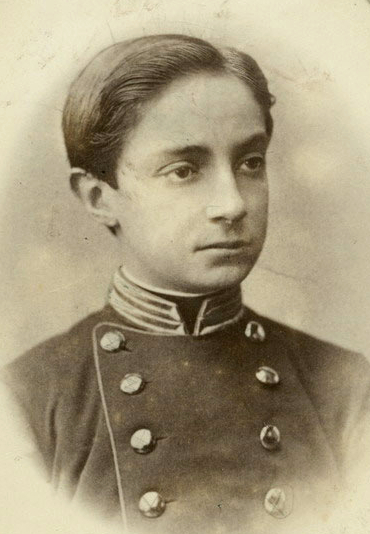
El príncipe Alfonso de Borbón, de doce años de edad, cuando era alumno del colegio Stanislas de París (1870).

A fines de febrero de 1870 el príncipe viajó a Roma para recibir la primera comunión de Pío IX, pero sin lograr, como pretendía la exreina, que el papa reconociese públicamente a la dinastía Borbón como la legítima depositaria de los derechos al trono español y que condenara el «régimen revolucionario» establecido en España. Lo que sí se consiguió fue que de los cuarenta y tres miembros del episcopado español que se hallaban en Roma con motivo de la celebración del Concilio Vaticano I, treinta y nueve visitaran al príncipe, y que uno de ellos, el prestigioso arzobispo de Valladolid, el cardenal Juan Ignacio Moreno y Maisonave, le preparara para recibir la eucaristía.
Al mismo tiempo entre los partidarios de los Borbones, tanto dentro como fuera de España, se fue extendiendo la idea de que la restauración de la dinastía sólo sería posible si Isabel II abdicaba en el príncipe de Asturias. Isabel II tardó un año en decidirse pero el 20 de junio de 1870 abdicó la Corona en favor de su hijo.
La guerra franco-prusiana motivó que la familia real española se trasladase transitoriamente a Ginebra, donde además de recibir clases particulares, Alfonso acudió a la Academia Pública de la ciudad cantonal. Como continuación de su educación se eligió la Real e Imperial Academia Teresiana de Viena (Collegium Theresianum). Durante su estancia en el Theresianum, desde febrero de 1872 hasta la finalización de sus estudios en junio de 1874, Morphy desempeñó un papel crucial en la formación del carácter e inteligencia del príncipe Alfonso. Ideó un programa de enseñanza en el que se prestaba especial atención a su formación humanística, a los ejercicios corporales y a las visitas a museos, fábricas y otros establecimientos y lugares de interés, además de instruirle en el derecho constitucional.

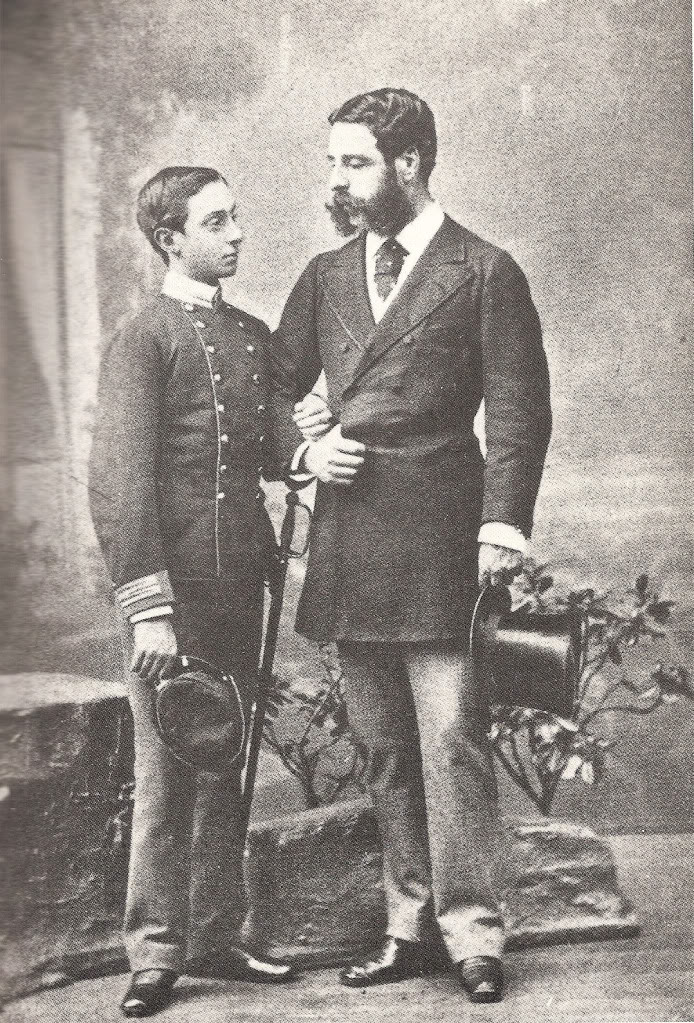
El futuro Alfonso XII con su mentor, el duque de Sesto.

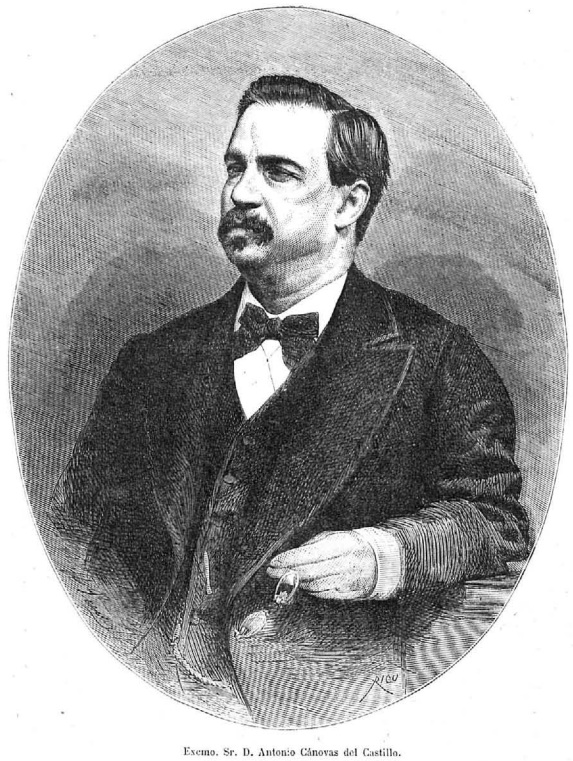
Antonio Cánovas del Castillo en 1872. Desde agosto de 1873 encabezó la causa «alfonsina».

Tras ser nombrado en agosto de 1873 por Isabel II jefe de la causa dinástica alfonsina, Antonio Cánovas del Castillo decidió que era el momento de que el príncipe comenzara su formación militar, y «dejara de ser colegial», con el objetivo de convertirlo en un «Rey-soldado» porque como le dijo en una carta a la ex reina Isabel «hay que darles a todos los militares honrados la esperanza de que en adelante y tan pronto como don Alfonso esté en España, tendrá en él un verdadero jefe y que bajo él servirá a la Patria…». Aunque tardó un año en conseguir su objetivo a causa de la oposición que encontró en el preceptor del príncipe Guillermo Morphy que quería que estuviera un curso más en el Theresianum de Viena para que acabara de formarse «moral y físicamente», en octubre de 1874 Cánovas envió al príncipe, con el acuerdo de éste ―aunque Alfonso hubiera preferido ir a una universidad para tener un mejor conocimiento de los asuntos de gobierno como futuro rey constitucional― y de su madre, a la británica Real Academia Militar de Sandhurst porque, como explicó en una carta, «ha estado ya D. Alfonso demasiado tiempo en Austria para que no convenga cuanto antes… trasladarlo a un país… donde haya  más tradiciones constitucionales».
Cánovas de Castillo estuvo muy atento a la educación del príncipe supervisada por un partidario suyo, el duque de Sesto. Según Ramón Villares, gracias al recorrido que hizo por diversos colegios extranjeros de París, Ginebra y Viena para acabar en la academia militar inglesa de Sandhurst, el príncipe Alfonso «adquirió dominio de lenguas y un regular conocimiento de la historia europea, así como de algunos de los teóricos políticos más apreciados en la época (Benjamin Constant, Walter Bagehot). Su curiosidad intelectual no llegaba a los niveles de algunos monarcas coetáneos, como el joven don Pedro V de Portugal, pero a juzgar por la impresión que causaba en los observadores extranjeros y por los libros que se hizo comprar nada más llegar al Palacio de Oriente, su formación lo avecinaba a un monarca liberal europeo más que a sus inmediatos antepasados españoles, tan castizos como poco cultivados. A fin de cuentas, lo más novedoso fue justamente su condición de haber sido el primer monarca de la España moderna que había sido educado casi enteramente en el exilio, sin pompa ni etiqueta».
El 1 de diciembre de 1874, tres días después de que el príncipe Alfonso hubiera cumplido los diecisiete años, Cánovas del Castillo tomó la iniciativa con la publicación del que sería conocido como el Manifiesto de Sandhurst, redactado cuidadosamente por él y firmado por el príncipe. En el Manifiesto Alfonso ofrecía la restauración de la «monarquía hereditaria y representativa» en su persona («único representante yo del derecho monárquico en España») como «lo único que inspira ya confianza en España» al estar «huérfana la nación ahora de todo derecho público e indefinidamente privada de sus libertades». El Manifiesto concluía: «Sea lo que quiera mi propia suerte, ni dejaré de ser buen español, ni, como todos mis antepasados, buen católico, ni, como hombre del siglo, verdaderamente liberal».

### Reinado (1874-1885)
El 29 de diciembre de 1874 se produjo la restauración de la monarquía al pronunciarse el general Martínez-Campos en la localidad valenciana de Sagunto a favor del acceso al trono del príncipe Alfonso. En aquel momento, el jefe del Estado era el general Serrano y el jefe del Gobierno era Sagasta. El 9 de enero de 1875 llegó a España y fue proclamado rey ante las Cortes Españolas. Alfonso XII nombró al conde de Morphy su secretario particular. Desde este cargo, se convirtió en un gran protector de los artistas de su tiempo, intercediendo en la concesión de pensiones por parte de la Casa Real y tuvo una fuerte presencia en las instituciones culturales del Madrid de la Restauración.

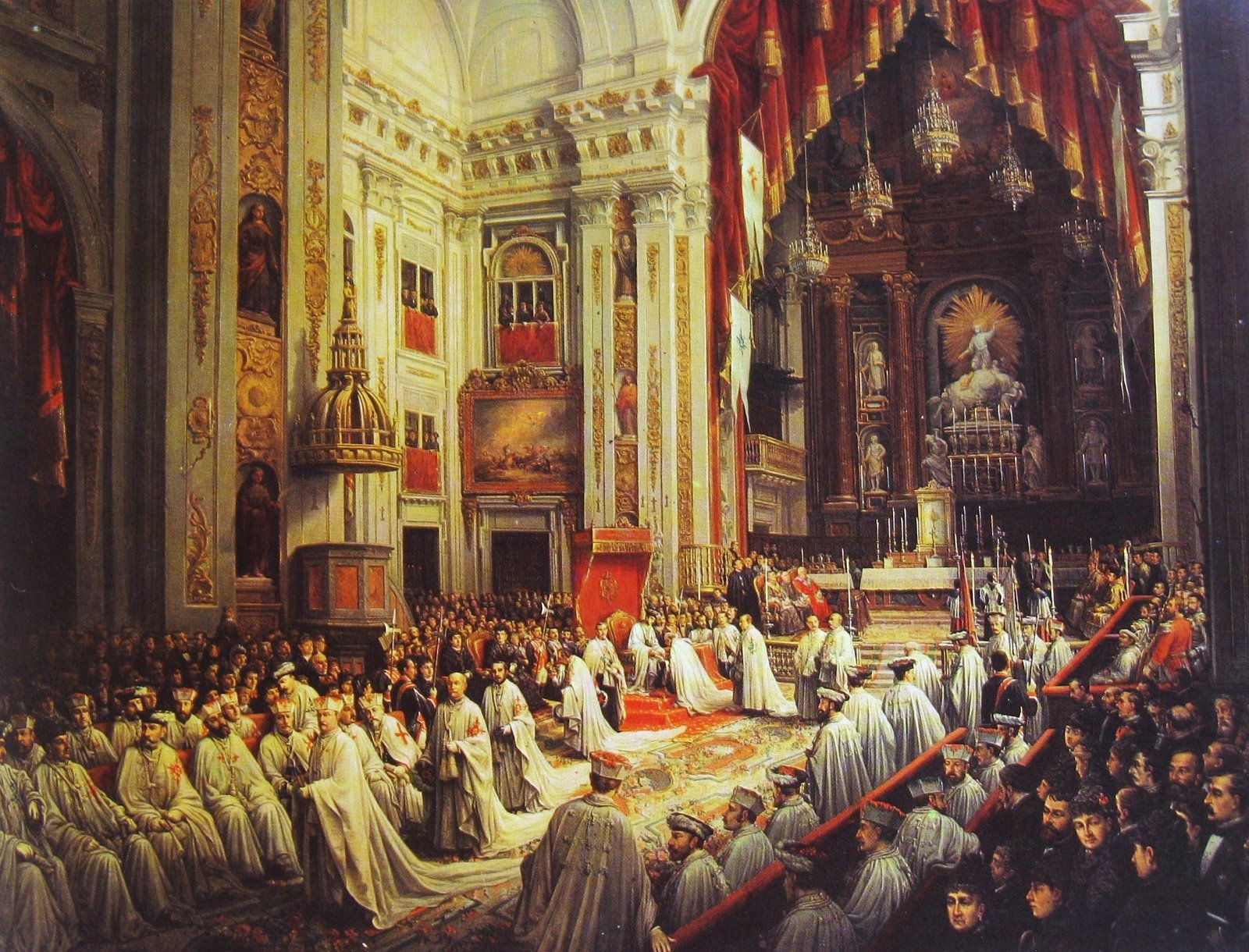
Investidura de Alfonso XII como gran maestre de las Órdenes Militares el día 24 de febrero de 1877, óleo sobre lienzo, 200 x 150 cm, Madrid, Palacio del Senado.

Al frente de la monarquía llegaba un joven monarca en contacto con la Europa moderna, dispuesto a aunar todos los esfuerzos para la modernización de España. Los propósitos regeneradores de Alfonso XII eran explicados por el propio Morphy a Julio Nombela en una «larga y sustanciosa conferencia», poco antes del pronunciamiento de Sagunto:

"… el principal propósito del joven monarca era cambiar completa y radicalmente el espíritu del país. Iría poco a poco quitando importancia a lo que hasta entonces se había calificado de política, dándoselas a la educación e instrucción de todas las clases sociales, a la cultura, a la industria, al comercio, a las ciencias, las letras y las artes. El bello ideal del monarca era transformar España, hacer que entrase de lleno en el concierto europeo, asemejarse más a Carlos III que a los demás reyes de la dinastía que representaba, y lograr de este modo que el progreso intelectual y moral reemplazase a las intrigas políticas y financieras, a las discordias civiles; en una palabra, al lamentable atraso en que después de la gloriosa guerra de la Independencia había vivido España".

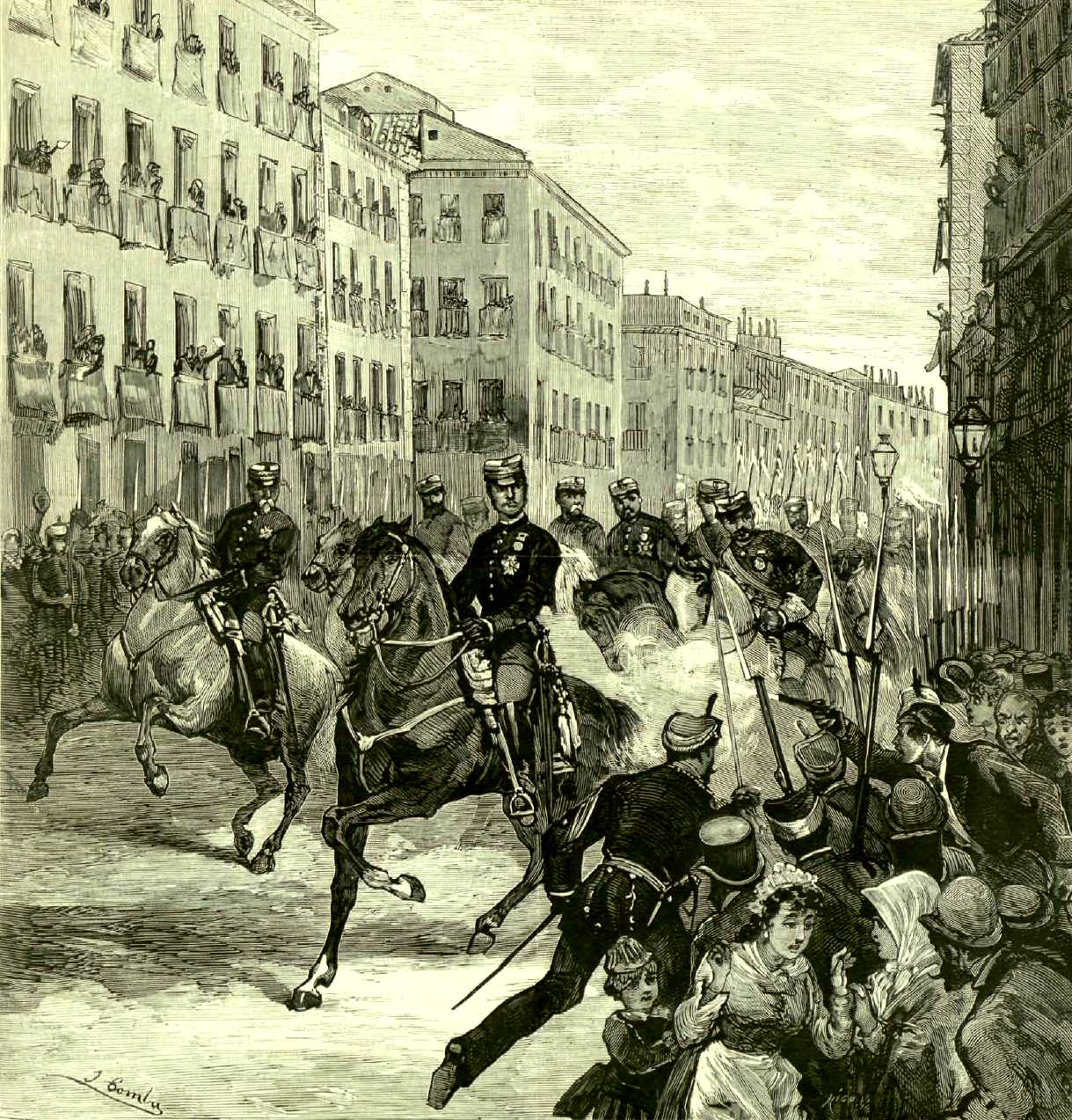
Grabado que reconstruye el atentado contra Alfonso XII a su paso a caballo por la calle Mayor de Madrid, del que resultó ileso (23 de octubre de 1878). El autor del intento de regicidio, Juan Oliva Moncusí, que declararía pertenecer a la AIT, fue detenido allí mismo. Sería ejecutado a garrote vil el 4 de enero de 1879.

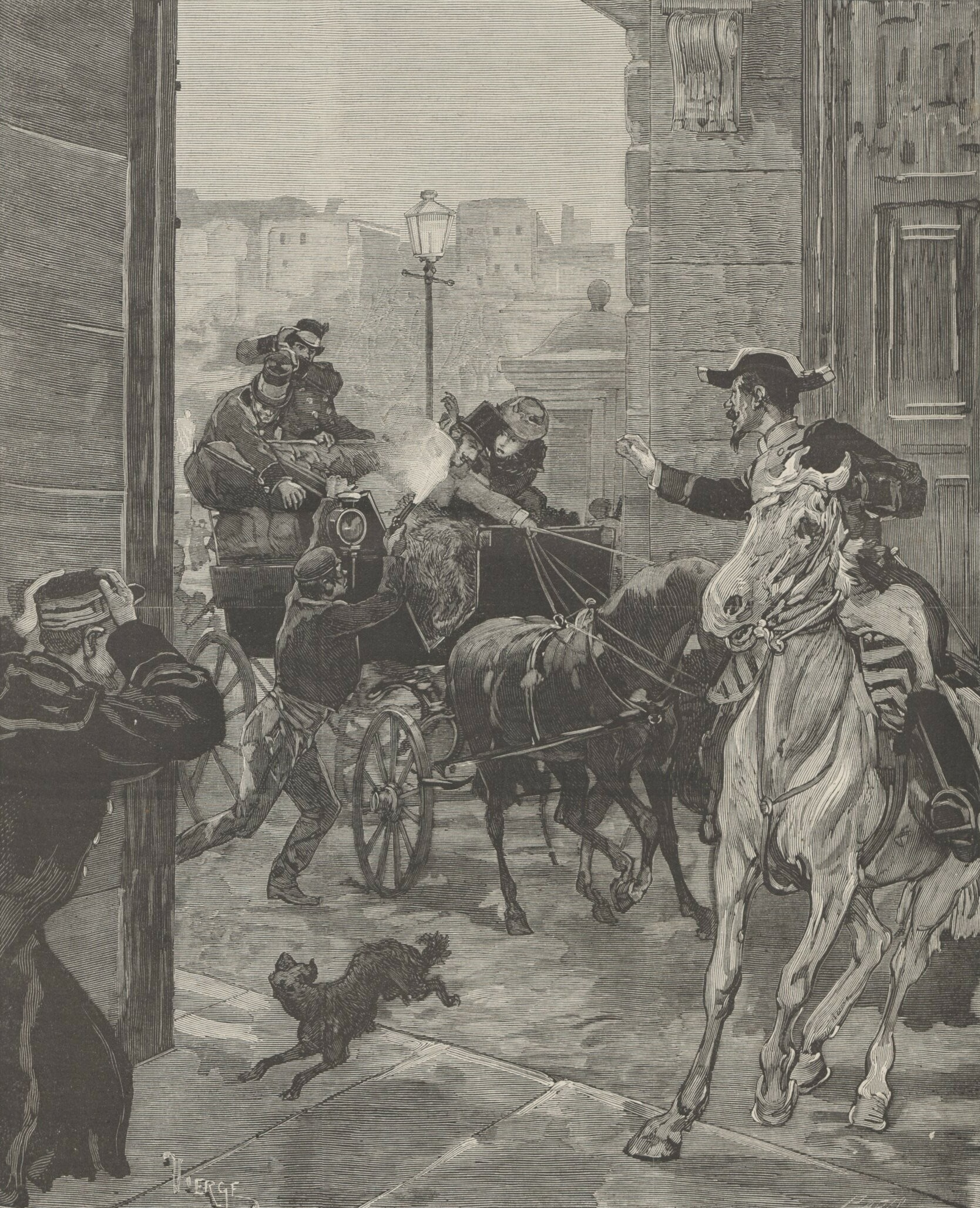
Grabado de Le Monde Illustré que reconstruye el atentado fallido contra Alfonso XII y su esposa la reina María Cristina perpetrado en Madrid el 30 de diciembre de 1879.

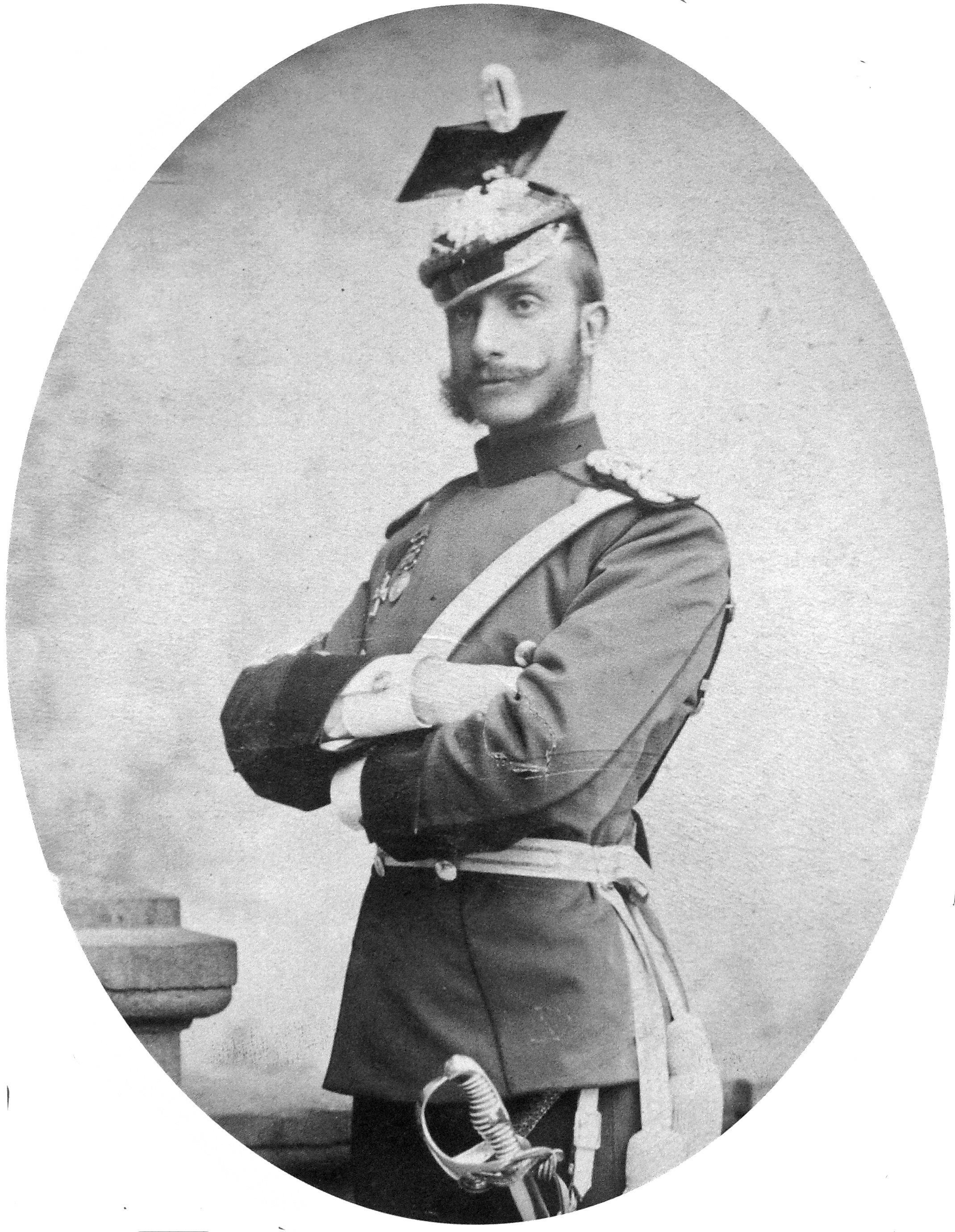
Alfonso XII en Bad Homburg (1883), vestido de coronel de un regimiento alemán de ulanos destinado en Alsacia, lo que provocó un serio incidente diplomático entre Francia y España.

Su reinado consistió principalmente en consolidar la monarquía y la estabilidad institucional, reparando los daños que las luchas internas de los años del llamado Sexenio Revolucionario habían dejado tras de sí, ganándose el apodo de «el Pacificador». Se aprobó la nueva Constitución de 1876 y durante ese mismo año finalizó la guerra carlista, dirigida por el pretendiente Carlos VII (el propio monarca acudió al campo de batalla para presenciar su final). Los fueros vascos fueron abolidos mediante la Ley de 21 de julio de 1876 y se logró que cesaran, de forma transitoria, las hostilidades en Cuba con la firma de la Paz de Zanjón. En 1878 y 1879 fue víctima de dos atentados perpetrados por anarquistas de los que salió ileso.

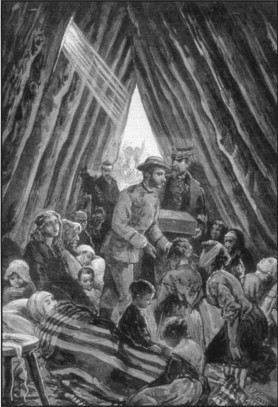
Visita del rey Alfonso XII a las víctimas del terremoto de Granada de 1884.

Alfonso XII realizó en el año 1883 una visita oficial a Bélgica, Austria, Alemania y Francia. En Alemania aceptó el nombramiento como coronel honorario de un regimiento de la guarnición de Alsacia, territorio conquistado por los alemanes y cuya soberanía reclamaba Francia. Este hecho dio lugar a un serio incidente diplomático entre España y Francia. Alfonso XII fue objeto de un recibimiento hostil por parte del pueblo de París durante su visita oficial a la capital francesa. 
A pesar de su precario estado de salud ―en el otoño de 1883 había padecido unas «fiebres intermitentes» que se habían vuelto a reproducir doce meses después― en enero de 1885 Alfonso XII visitó Andalucía donde en Navidad se había producido un terremoto con epicentro en Alhama de Granada que había causado centenares de muertos y había dejado sin casa a miles de personas, todo ello agravado por una intensa ola de frío y de lluvias y nieve. Por las cartas que escribió a su hermana Paz se conocen las duras condiciones de su estancia allí. En una fechada el 20 de enero le decía que le escribía «desde una barraca en que hemos pasado noches de estar el termómetro bajo cero, y algo molido el cuerpo de andar quince días por estas tierras en que no existen caminos, a pie y a caballo… Casi siempre me ha nevado, y me ha hecho un tiempo infernal, y con eso hemos hecho jornadas de doce horas a caballo en plena sierra, a veces sin ver una casa, y luego, para descansar, un temblor de tierra o, como aquí una barraca…». Tras su vuelta a Madrid desde Málaga el 22 de enero Alfonso XII comentó: «la administración de aquellas regiones es todavía peor que los terremotos».
Meses después, Alemania trató de ocupar las islas Carolinas, en aquel momento bajo dominio español, provocando un incidente entre los dos países que se saldó a favor de España con la firma de un acuerdo hispanoalemán en 1885, aunque implicó la pérdida de las islas Marshall en favor de los germanos, así como el derecho de establecer una base naval alemana en las Carolinas.
Según Ramón Villares, «fue un monarca popular, gracias a su breve matrimonio con su prima María de las Mercedes y a gestos como su temprana visita al ejército del Norte, o a su presencia, no siempre aprobada por el gobierno, en lugares abatidos por alguna tragedia (inundaciones, epidemias de cólera…). Popularidad que, de forma más programada, se quiso lograr con la realización de viajes a distintos lugares del reino. Era un modo complementario de legitimar la monarquía. (…) "Al rey se le quiere más cuando a más de serlo se le ve", le advierte Durán y Bas a Cánovas en 1877, en solicitud de una visita regia a las provincias catalanas que no sea de "paso"… El calendario de los viajes interiores del rey fue, pese a su mala salud, muy intenso. De hecho acabó visitando personalmente gran parte de las regiones españolas, así como sus principales instituciones».

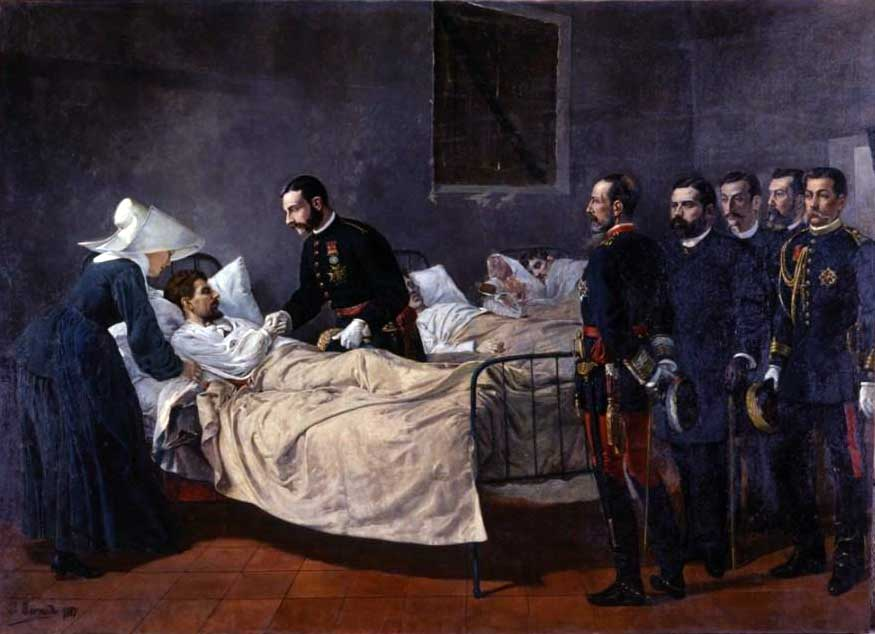
Alfonso XII visitando el hospital de coléricos de Aranjuez (1885).

En 1885 se desató una epidemia de cólera que se fue extendiendo hacia el interior del país. Cuando la enfermedad llegó a Aranjuez, el monarca expresó su deseo de visitar a los afectados, a lo que el Gobierno de Cánovas del Castillo se negó por el peligro que ello entrañaba. El rey partió entonces sin previo aviso hacia la ciudad y ordenó que se abriera el Palacio Real de Aranjuez para alojar a las tropas de la guarnición. Una vez allí, consoló a los enfermos y les repartió ayudas. Cuando el Gobierno conoció el viaje del soberano, envió al ministro de Gracia y Justicia, Francisco Silvela, al capitán general y al gobernador civil para que le llevasen de vuelta a Madrid. Cuando llegó, el pueblo, enterado del gesto del rey, le recibió con vítores y, retirando a los caballos, condujo al carruaje hasta el Palacio Real de Madrid.

### Muerte

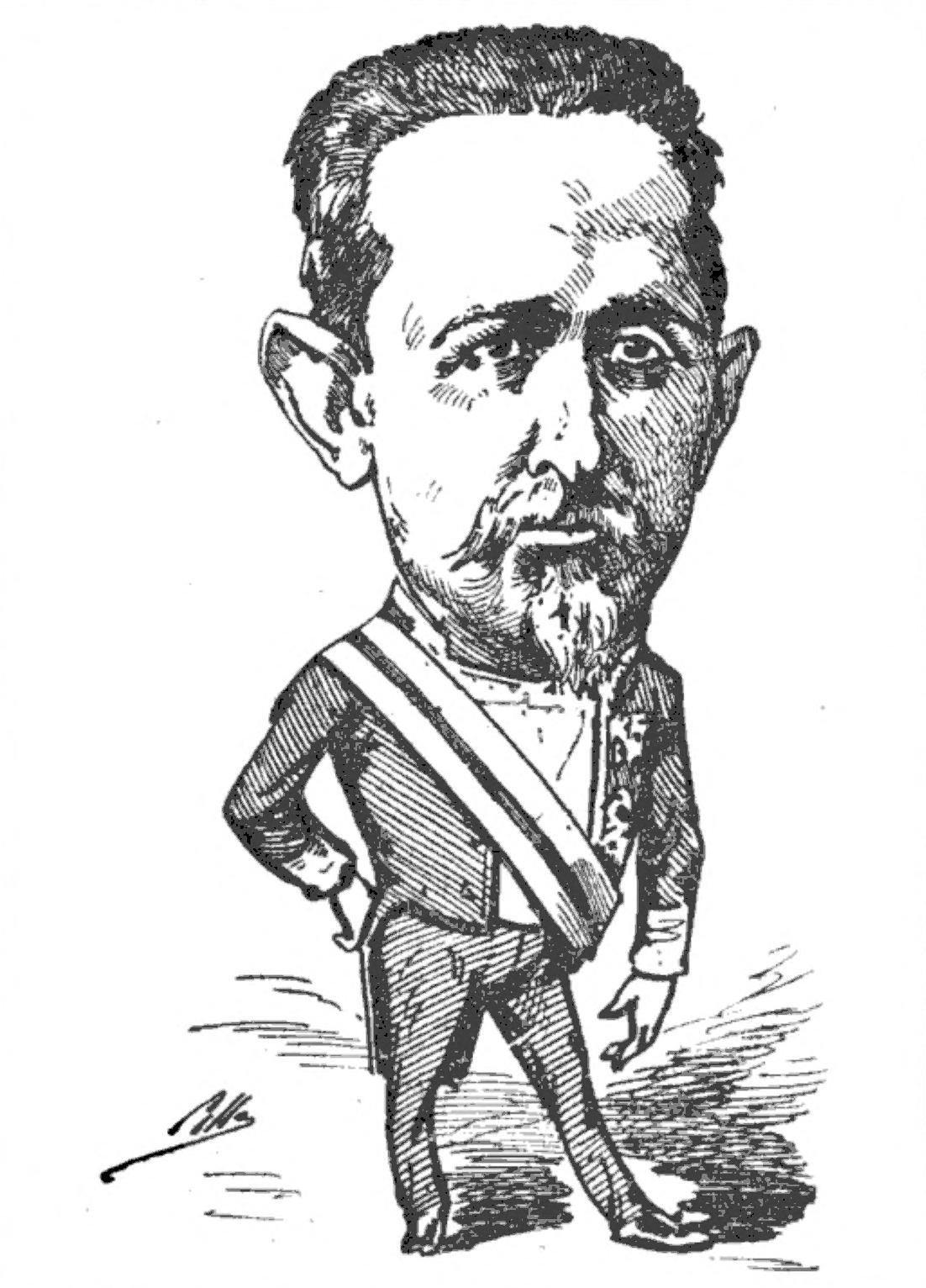
Caricatura del doctor Laureano García Camisón, médico de cabecera de Alfonso XII y que fue quien le atendió en sus últimos días.

A partir de agosto de 1885 la salud del rey fue un tema recurrente de las conversaciones en todos los círculos de la capital. Alfonso XII padecía tuberculosis ―«con foco de infección en su infancia, con manifestaciones efímeras y en estado latente hasta su juventud», que no se manifestaría claramente hasta finales de 1883― y se encontraba cada vez más débil. Su  «ajetreada vida nocturna ―unida al intenso trabajo diurno―» habían agravado su enfermedad.

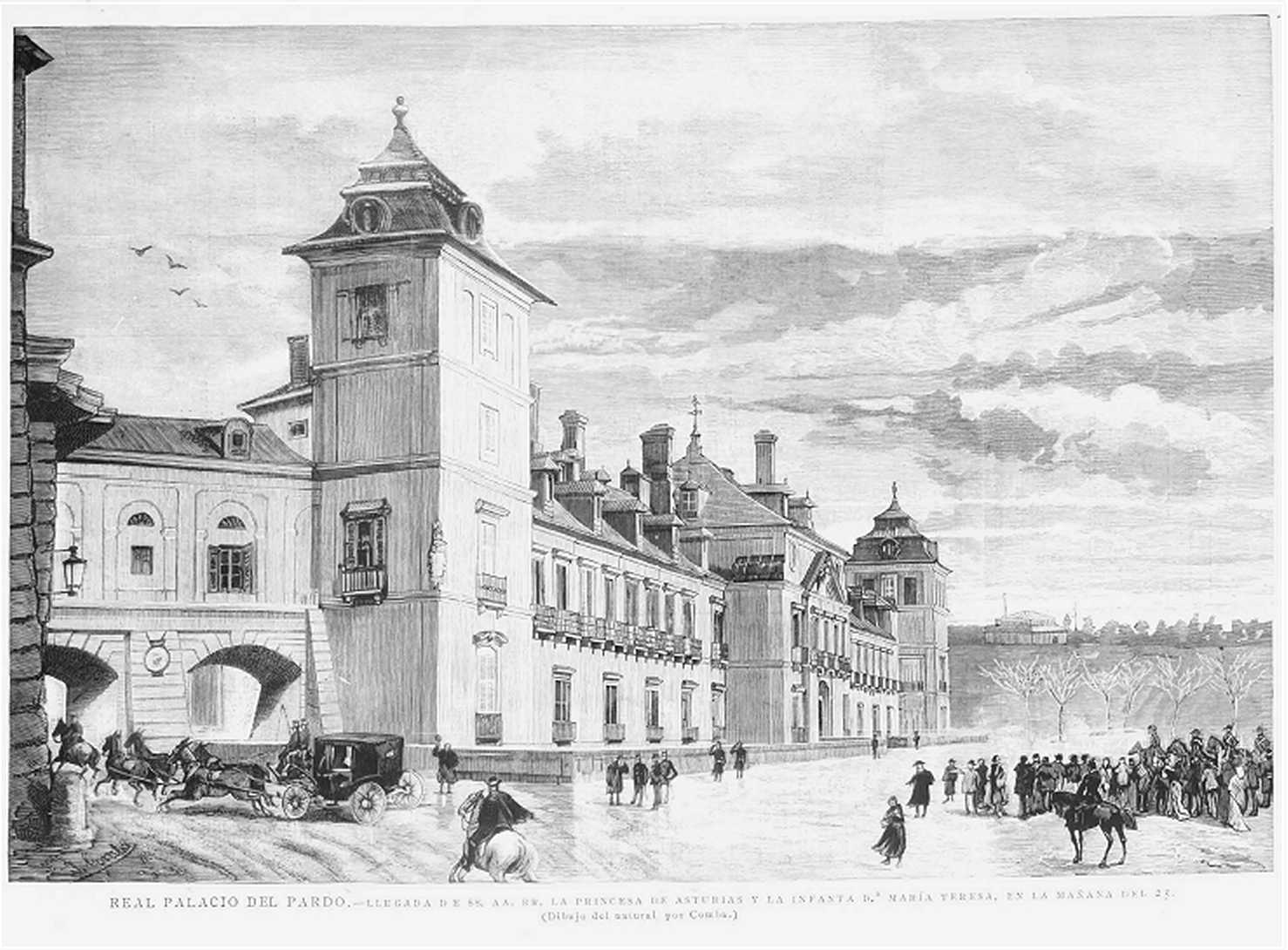
El Palacio de El Pardo en 1885. El 31 de octubre Alfonso XII se trasladó allí por recomendación de los médicos. Allí fallecería el 25 de noviembre.

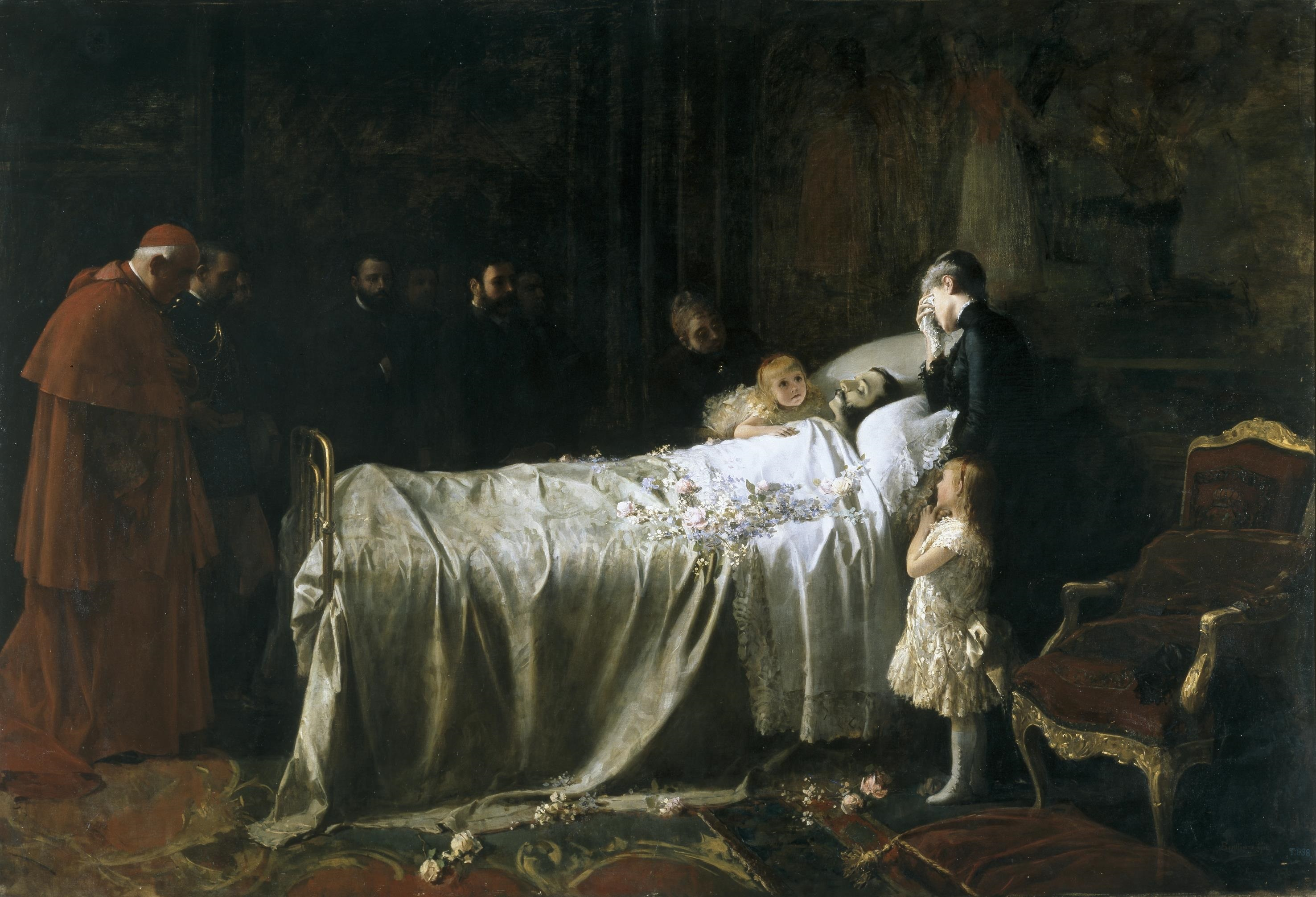
Muerte de Alfonso XII o el Último Beso (1887) de Juan Antonio Benlliure. Junto al lecho la reina María Cristina de Habsburgo y las dos hijas de los monarcas.

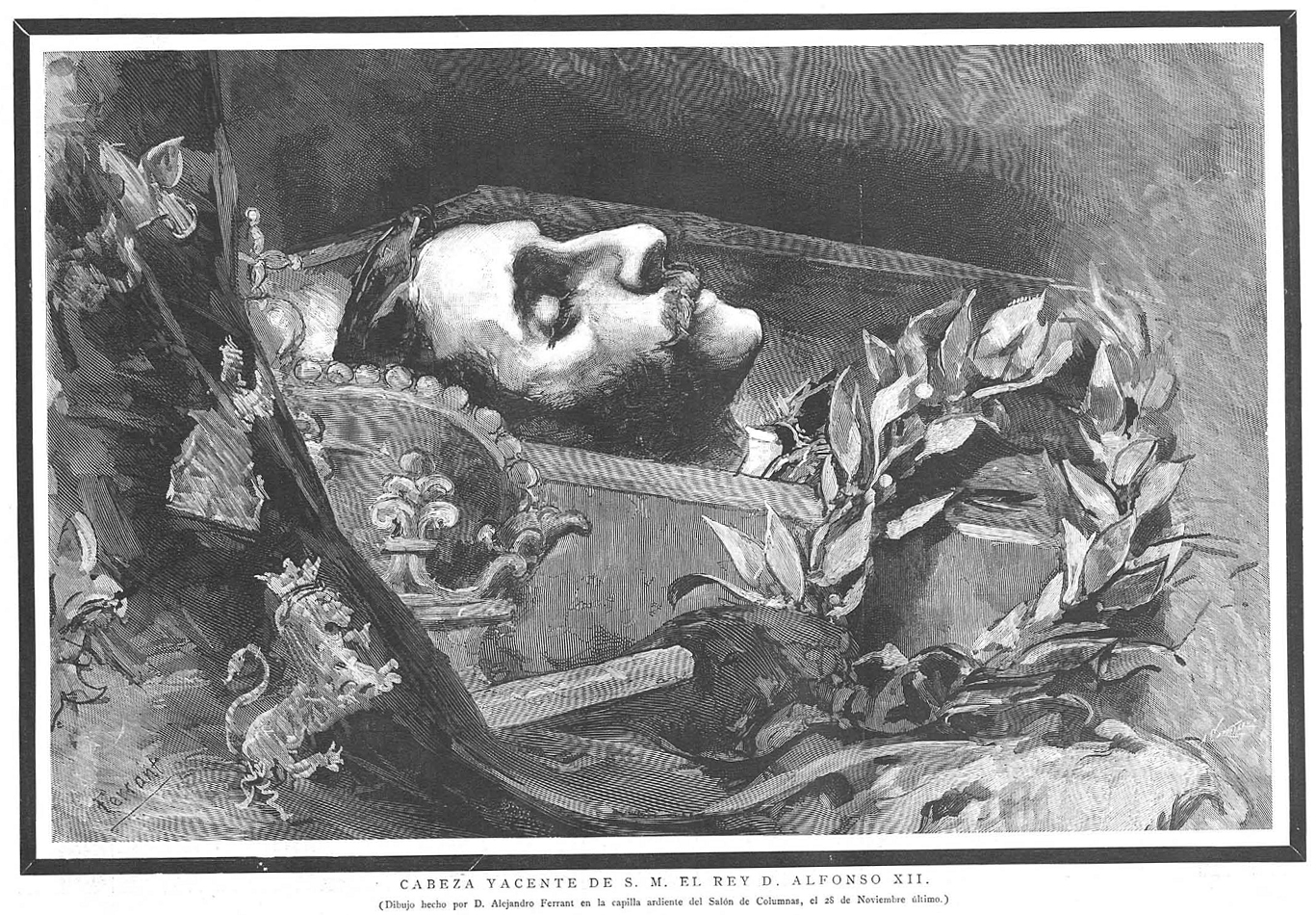
Grabado publicado el 8 de diciembre de 1885, trece días después de la muerte del rey.

El 28 de septiembre de 1885 Laureano García Camisón, médico de cabecera del monarca, le comunicó al presidente del gobierno Cánovas del Castillo que al rey le quedaban pocas semanas de vida y que aconsejaba que se trasladara al Palacio de El Pardo con la esperanza de que allí mejorara. Sin embargo, el rey siguió cumpliendo con sus obligaciones y no se marchó a El Pardo hasta el 31 de octubre. El 23 de noviembre allí le visitó el embajador alemán que lo encontró con la cara «completamente blanca y sin sangre, sus labios azules, la boca a medio cerrar y sus ojos sin ninguna vida, lo mismo que su voz y toda su apariencia». El rey le dijo: «Pensaba que era físicamente muy fuerte… He quemado la vela por los dos extremos. He descubierto demasiado tarde que no es posible trabajar durante todo el día y divertirse toda la noche. No lo volveré a hacer en el futuro».
Ese mismo día tuvo un ataque de disnea. Al día siguiente, 24 de noviembre, los doctores le diagnosticaron que padecía «una tuberculosis aguda, que pone al augusto enfermo en grave peligro». A las nueve menos cuarto de la mañana del 25 de noviembre fallecía. Estaban junto a él la reina María Cristina, su madre, Isabel II, que había viajado desde París nada más conocer la gravedad de la enfermedad de su hijo, y sus hermanas Isabel y Eulalia. El doctor García Camisón precisó la causa inmediata de la muerte en un artículo publicado en El Liberal: don Alfonso «murió de una bronquitis capilar aguda, desarrollada en el curso de una tuberculosis lenta; el rey no ha muerto, por consiguiente, de tuberculosis; esta se desarrollaba lentamente y hubiera podido prolongarse la vida del monarca todavía muchos meses, y tal vez años».

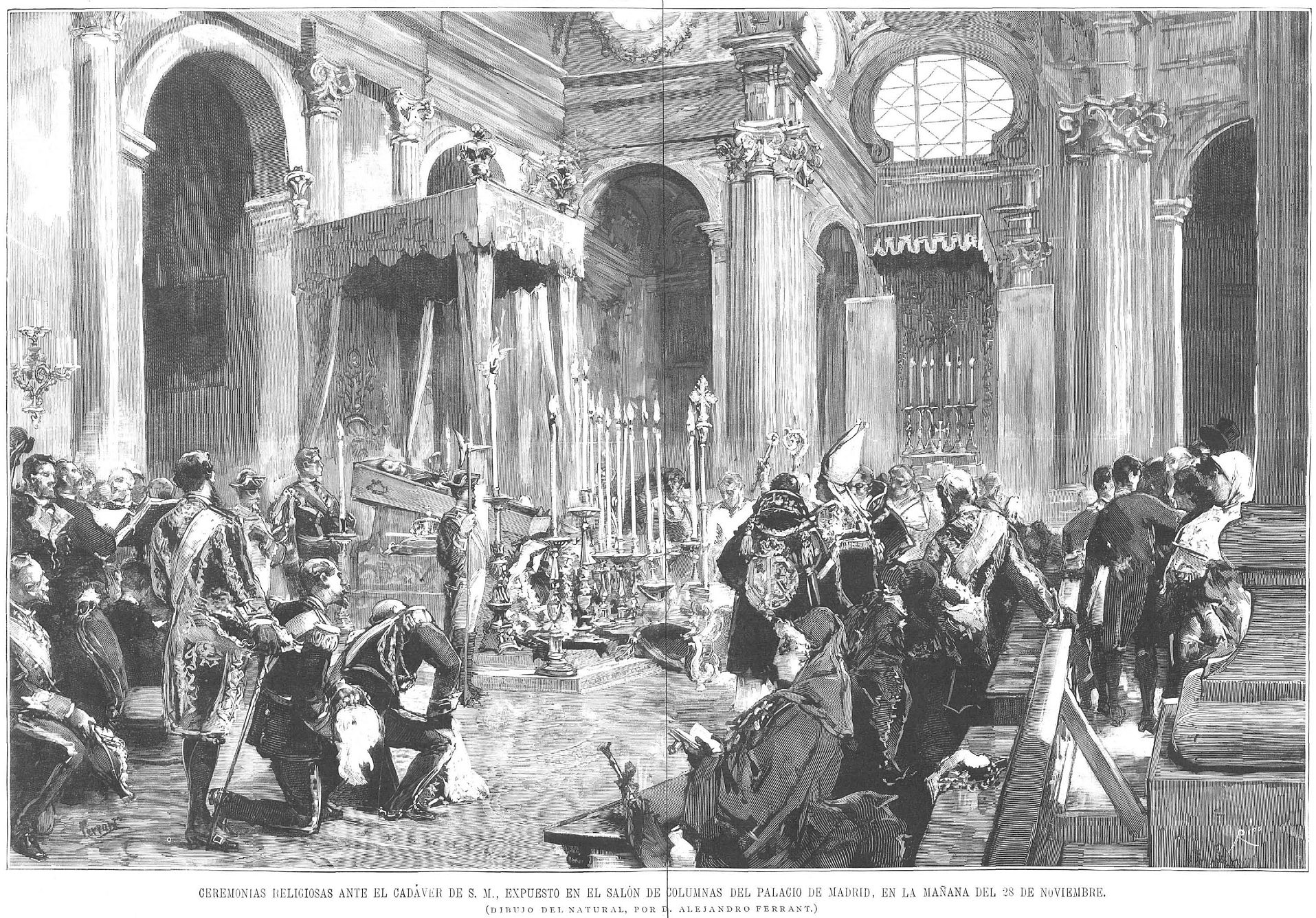
Capilla ardiente de Alfonso XII instalada en el salón de columnas del Palacio de Oriente de Madrid el 28 de noviembre de 1885. Miles de personas la visitaron.

La muerte del rey Alfonso XII provocó una honda conmoción en el país. «Las calles [de Madrid] estaban intransitables… Miles de carruajes cruzaban en todas direcciones tomando el camino de El Pardo», relató una crónica contemporánea. El féretro fue trasladado al Palacio Real donde se instaló la capilla ardiente que fue visitada por miles de personas. El día 29 fue llevado al Monasterio de El Escorial, «nuevamente en medio de un gran gentío», donde fue enterrado.
Al llegar al trono a una edad tan temprana, Alfonso no había hecho ningún aprendizaje en el arte de gobernar. De carácter benévolo y comprensivo, se ganó el cariño de su pueblo visitando sin miedo los barrios asolados por el cólera o devastados por el terremoto de Andalucía de 1884. Su capacidad para tratar con los hombres era considerable, y nunca se permitió convertirse en instrumento de ningún partido en particular. Durante su breve reinado, se estableció la paz tanto en el interior como en el extranjero, las finanzas estaban bien reguladas y los diversos servicios administrativos se colocaron sobre una base que luego permitió a España atravesar la desastrosa guerra contra los Estados Unidos de 1898 sin la amenaza de una revolución. La muerte del rey significó el inicio del pacto político entre Cánovas y Sagasta, la denominada "política del pacto" o "política del turno", además de otros pactos, como el militar y el religioso.
Alfonso XII tiene dedicado un monumento en el parque del Retiro de Madrid, junto al estanque grande.

## Familia

### Ancestros
| \| \| \| \| \| \| \| \| \| \| \| \| \| \| \| \| \| \| \| \| 16. Carlos III de España \| \| \| \| \| \| \| \| \| \| \| \| \| \| \| \| \| \| \| \| \| \| \| \| \| \| \| \| \| \| \| \| \| \| \| \| \| \| \| \| \| \| \| \| \| \| \| \| \| \| \| \| \| \| 8. Carlos IV de España \| \| \| \| \| \| \| \| \| \| \| \| \| \| \| \| \| \| \| \| \| \| \| \| \| \| \| \| \| \| \| \| \| \| \| \| \| \| \| \| \| \| \| \| \| \| \| \| \| \| \| \| \| \| 17. María Amalia de Sajonia \| \| \| \| \| \| \| \| \| \| \| \| \| \| \| \| \| \| \| \| \| \| \| \| \| \| \| \| \| \| \| \| \| \| \| \| \| \| \| \| \| \| \| \| \| \| \| \| \| \| \| \| \| \| 4. Francisco de Paula de Borbón \| \| \| \| \| \| \| \| \| \| \| \| \| \| \| \| \| \| \| \| \| \| \| \| \| \| \| \| \| \| \| \| \| \| \| \| \| \| \| \| \| \| \| \| \| \| \| \| \| \| \| \| \| \| 18. Felipe I de Parma \| \| \| \| \| \| \| \| \| \| \| \| \| \| \| \| \| \| \| \| \| \| \| \| \| \| \| \| \| \| \| \| \| \| \| \| \| \| \| \| \| \| \| \| \| \| \| \| \| \| \| \| \| \| 9. María Luisa de Parma \| \| \| \| \| \| \| \| \| \| \| \| \| \| \| \| \| \| \| \| \| \| \| \| \| \| \| \| \| \| \| \| \| \| \| \| \| \| \| \| \| \| \| \| \| \| \| \| \| \| \| \| \| \| 19. Luisa Isabel de Francia \| \| \| \| \| \| \| \| \| \| \| \| \| \| \| \| \| \| \| \| \| \| \| \| \| \| \| \| \| \| \| \| \| \| \| \| \| \| \| \| \| \| \| \| \| \| \| \| \| \| \| \| \| \| 2. Francisco de Asís de Borbón \| \| \| \| \| \| \| \| \| \| \| \| \| \| \| \| \| \| \| \| \| \| \| \| \| \| \| \| \| \| \| \| \| \| \| \| \| \| \| \| \| \| \| \| \| \| \| \| \| \| \| \| \| \| 20. Fernando I de las Dos Sicilias \| \| \| \| \| \| \| \| \| \| \| \| \| \| \| \| \| \| \| \| \| \| \| \| \| \| \| \| \| \| \| \| \| \| \| \| \| \| \| \| \| \| \| \| \| \| \| \| \| \| \| \| \| \| 10. Francisco I de las Dos Sicilias \| \| \| \| \| \| \| \| \| \| \| \| \| \| \| \| \| \| \| \| \| \| \| \| \| \| \| \| \| \| \| \| \| \| \| \| \| \| \| \| \| \| \| \| \| \| \| \| \| \| \| \| \| \| 21. María Carolina de Austria \| \| \| \| \| \| \| \| \| \| \| \| \| \| \| \| \| \| \| \| \| \| \| \| \| \| \| \| \| \| \| \| \| \| \| \| \| \| \| \| \| \| \| \| \| \| \| \| \| \| \| \| \| \| 5. Luisa Carlota de Borbón-Dos Sicilias \| \| \| \| \| \| \| \| \| \| \| \| \| \| \| \| \| \| \| \| \| \| \| \| \| \| \| \| \| \| \| \| \| \| \| \| \| \| \| \| \| \| \| \| \| \| \| \| \| \| \| \| \| \| 22. Carlos IV de España \| \| \| \| \| \| \| \| \| \| \| \| \| \| \| \| \| \| \| \| \| \| \| \| \| \| \| \| \| \| \| \| \| \| \| \| \| \| \| \| \| \| \| \| \| \| \| \| \| \| \| \| \| \| 11. María Isabel de España \| \| \| \| \| \| \| \| \| \| \| \| \| \| \| \| \| \| \| \| \| \| \| \| \| \| \| \| \| \| \| \| \| \| \| \| \| \| \| \| \| \| \| \| \| \| \| \| \| \| \| \| \| \| 23. María Luisa de Parma \| \| \| \| \| \| \| \| \| \| \| \| \| \| \| \| \| \| \| \| \| \| \| \| \| \| \| \| \| \| \| \| \| \| \| \| \| \| \| \| \| \| \| \| \| \| \| \| \| \| \| \| \| \| 1. Alfonso XII de España \| \| \| \| \| \| \| \| \| \| \| \| \| \| \| \| \| \| \| \| \| \| \| \| \| \| \| \| \| \| \| \| \| \| \| \| \| \| \| \| \| \| \| \| \| \| \| \| \| \| \| \| \| \| 24. Carlos III de España \| \| \| \| \| \| \| \| \| \| \| \| \| \| \| \| \| \| \| \| \| \| \| \| \| \| \| \| \| \| \| \| \| \| \| \| \| \| \| \| \| \| \| \| \| \| \| \| \| \| \| \| \| \| 12. Carlos IV de España \| \| \| \| \| \| \| \| \| \| \| \| \| \| \| \| \| \| \| \| \| \| \| \| \| \| \| \| \| \| \| \| \| \| \| \| \| \| \| \| \| \| \| \| \| \| \| \| \| \| \| \| \| \| 25. María Amalia de Sajonia \| \| \| \| \| \| \| \| \| \| \| \| \| \| \| \| \| \| \| \| \| \| \| \| \| \| \| \| \| \| \| \| \| \| \| \| \| \| \| \| \| \| \| \| \| \| \| \| \| \| \| \| \| \| 6. Fernando VII de España \| \| \| \| \| \| \| \| \| \| \| \| \| \| \| \| \| \| \| \| \| \| \| \| \| \| \| \| \| \| \| \| \| \| \| \| \| \| \| \| \| \| \| \| \| \| \| \| \| \| \| \| \| \| 26. Felipe I de Parma \| \| \| \| \| \| \| \| \| \| \| \| \| \| \| \| \| \| \| \| \| \| \| \| \| \| \| \| \| \| \| \| \| \| \| \| \| \| \| \| \| \| \| \| \| \| \| \| \| \| \| \| \| \| 13. María Luisa de Parma \| \| \| \| \| \| \| \| \| \| \| \| \| \| \| \| \| \| \| \| \| \| \| \| \| \| \| \| \| \| \| \| \| \| \| \| \| \| \| \| \| \| \| \| \| \| \| \| \| \| \| \| \| \| 27. Luisa Isabel de Francia \| \| \| \| \| \| \| \| \| \| \| \| \| \| \| \| \| \| \| \| \| \| \| \| \| \| \| \| \| \| \| \| \| \| \| \| \| \| \| \| \| \| \| \| \| \| \| \| \| \| \| \| \| \| 3. Isabel II de España \| \| \| \| \| \| \| \| \| \| \| \| \| \| \| \| \| \| \| \| \| \| \| \| \| \| \| \| \| \| \| \| \| \| \| \| \| \| \| \| \| \| \| \| \| \| \| \| \| \| \| \| \| \| 28. Fernando I de las Dos Sicilias \| \| \| \| \| \| \| \| \| \| \| \| \| \| \| \| \| \| \| \| \| \| \| \| \| \| \| \| \| \| \| \| \| \| \| \| \| \| \| \| \| \| \| \| \| \| \| \| \| \| \| \| \| \| 14. Francisco I de las Dos Sicilias \| \| \| \| \| \| \| \| \| \| \| \| \| \| \| \| \| \| \| \| \| \| \| \| \| \| \| \| \| \| \| \| \| \| \| \| \| \| \| \| \| \| \| \| \| \| \| \| \| \| \| \| \| \| 29. María Carolina de Austria \| \| \| \| \| \| \| \| \| \| \| \| \| \| \| \| \| \| \| \| \| \| \| \| \| \| \| \| \| \| \| \| \| \| \| \| \| \| \| \| \| \| \| \| \| \| \| \| \| \| \| \| \| \| 7. María Cristina de Borbón-Dos Sicilias \| \| \| \| \| \| \| \| \| \| \| \| \| \| \| \| \| \| \| \| \| \| \| \| \| \| \| \| \| \| \| \| \| \| \| \| \| \| \| \| \| \| \| \| \| \| \| \| \| \| \| \| \| \| 30. Carlos IV de España \| \| \| \| \| \| \| \| \| \| \| \| \| \| \| \| \| \| \| \| \| \| \| \| \| \| \| \| \| \| \| \| \| \| \| \| \| \| \| \| \| \| \| \| \| \| \| \| \| \| \| \| \| \| 15. María Isabel de España \| \| \| \| \| \| \| \| \| \| \| \| \| \| \| \| \| \| \| \| \| \| \| \| \| \| \| \| \| \| \| \| \| \| \| \| \| \| \| \| \| \| \| \| \| \| \| \| \| \| \| \| \| \| 31. María Luisa de Parma \| \| \| \| \| \| \| \| \| \| \| \| \| \| \| \| \| \| \| \| \| \| \| \| \| \| \| \| \| \| \| \| \| \| \| \| \| \| \| \| \| \| \| \| \| \| \| \| \| \| \| \| |                                          |  |  |  |  |  |  |  |  |  |  |  |  |  |  |  |
| |                                          |  |  |  |  |  |  |  |  |  |  |  |  |  |  |  |
| | 16. Carlos III de España                 |  |  |  |  |  |  |  |  |  |  |  |  |  |  |  |
| |                                          |  |  |  |  |  |  |  |  |  |  |  |  |  |  |  |
| |                                          |  |  |  |  |  |  |  |  |  |  |  |  |  |  |  |
| | 8. Carlos IV de España                   |  |  |  |  |  |  |  |  |  |  |  |  |  |  |  |
| |                                          |  |  |  |  |  |  |  |  |  |  |  |  |  |  |  |
| |                                          |  |  |  |  |  |  |  |  |  |  |  |  |  |  |  |
| | 17. María Amalia de Sajonia              |  |  |  |  |  |  |  |  |  |  |  |  |  |  |  |
| |                                          |  |  |  |  |  |  |  |  |  |  |  |  |  |  |  |
| |                                          |  |  |  |  |  |  |  |  |  |  |  |  |  |  |  |
| | 4. Francisco de Paula de Borbón          |  |  |  |  |  |  |  |  |  |  |  |  |  |  |  |
| |                                          |  |  |  |  |  |  |  |  |  |  |  |  |  |  |  |
| |                                          |  |  |  |  |  |  |  |  |  |  |  |  |  |  |  |
| | 18. Felipe I de Parma                    |  |  |  |  |  |  |  |  |  |  |  |  |  |  |  |
| |                                          |  |  |  |  |  |  |  |  |  |  |  |  |  |  |  |
| |                                          |  |  |  |  |  |  |  |  |  |  |  |  |  |  |  |
| | 9. María Luisa de Parma                  |  |  |  |  |  |  |  |  |  |  |  |  |  |  |  |
| |                                          |  |  |  |  |  |  |  |  |  |  |  |  |  |  |  |
| |                                          |  |  |  |  |  |  |  |  |  |  |  |  |  |  |  |
| | 19. Luisa Isabel de Francia              |  |  |  |  |  |  |  |  |  |  |  |  |  |  |  |
| |                                          |  |  |  |  |  |  |  |  |  |  |  |  |  |  |  |
| |                                          |  |  |  |  |  |  |  |  |  |  |  |  |  |  |  |
| | 2. Francisco de Asís de Borbón           |  |  |  |  |  |  |  |  |  |  |  |  |  |  |  |
| |                                          |  |  |  |  |  |  |  |  |  |  |  |  |  |  |  |
| |                                          |  |  |  |  |  |  |  |  |  |  |  |  |  |  |  |
| | 20. Fernando I de las Dos Sicilias       |  |  |  |  |  |  |  |  |  |  |  |  |  |  |  |
| |                                          |  |  |  |  |  |  |  |  |  |  |  |  |  |  |  |
| |                                          |  |  |  |  |  |  |  |  |  |  |  |  |  |  |  |
| | 10. Francisco I de las Dos Sicilias      |  |  |  |  |  |  |  |  |  |  |  |  |  |  |  |
| |                                          |  |  |  |  |  |  |  |  |  |  |  |  |  |  |  |
| |                                          |  |  |  |  |  |  |  |  |  |  |  |  |  |  |  |
| | 21. María Carolina de Austria            |  |  |  |  |  |  |  |  |  |  |  |  |  |  |  |
| |                                          |  |  |  |  |  |  |  |  |  |  |  |  |  |  |  |
| |                                          |  |  |  |  |  |  |  |  |  |  |  |  |  |  |  |
| | 5. Luisa Carlota de Borbón-Dos Sicilias  |  |  |  |  |  |  |  |  |  |  |  |  |  |  |  |
| |                                          |  |  |  |  |  |  |  |  |  |  |  |  |  |  |  |
| |                                          |  |  |  |  |  |  |  |  |  |  |  |  |  |  |  |
| | 22. Carlos IV de España                  |  |  |  |  |  |  |  |  |  |  |  |  |  |  |  |
| |                                          |  |  |  |  |  |  |  |  |  |  |  |  |  |  |  |
| |                                          |  |  |  |  |  |  |  |  |  |  |  |  |  |  |  |
| | 11. María Isabel de España               |  |  |  |  |  |  |  |  |  |  |  |  |  |  |  |
| |                                          |  |  |  |  |  |  |  |  |  |  |  |  |  |  |  |
| |                                          |  |  |  |  |  |  |  |  |  |  |  |  |  |  |  |
| | 23. María Luisa de Parma                 |  |  |  |  |  |  |  |  |  |  |  |  |  |  |  |
| |                                          |  |  |  |  |  |  |  |  |  |  |  |  |  |  |  |
| |                                          |  |  |  |  |  |  |  |  |  |  |  |  |  |  |  |
| | 1. Alfonso XII de España                 |  |  |  |  |  |  |  |  |  |  |  |  |  |  |  |
| |                                          |  |  |  |  |  |  |  |  |  |  |  |  |  |  |  |
| |                                          |  |  |  |  |  |  |  |  |  |  |  |  |  |  |  |
| | 24. Carlos III de España                 |  |  |  |  |  |  |  |  |  |  |  |  |  |  |  |
| |                                          |  |  |  |  |  |  |  |  |  |  |  |  |  |  |  |
| |                                          |  |  |  |  |  |  |  |  |  |  |  |  |  |  |  |
| | 12. Carlos IV de España                  |  |  |  |  |  |  |  |  |  |  |  |  |  |  |  |
| |                                          |  |  |  |  |  |  |  |  |  |  |  |  |  |  |  |
| |                                          |  |  |  |  |  |  |  |  |  |  |  |  |  |  |  |
| | 25. María Amalia de Sajonia              |  |  |  |  |  |  |  |  |  |  |  |  |  |  |  |
| |                                          |  |  |  |  |  |  |  |  |  |  |  |  |  |  |  |
| |                                          |  |  |  |  |  |  |  |  |  |  |  |  |  |  |  |
| | 6. Fernando VII de España                |  |  |  |  |  |  |  |  |  |  |  |  |  |  |  |
| |                                          |  |  |  |  |  |  |  |  |  |  |  |  |  |  |  |
| |                                          |  |  |  |  |  |  |  |  |  |  |  |  |  |  |  |
| | 26. Felipe I de Parma                    |  |  |  |  |  |  |  |  |  |  |  |  |  |  |  |
| |                                          |  |  |  |  |  |  |  |  |  |  |  |  |  |  |  |
| |                                          |  |  |  |  |  |  |  |  |  |  |  |  |  |  |  |
| | 13. María Luisa de Parma                 |  |  |  |  |  |  |  |  |  |  |  |  |  |  |  |
| |                                          |  |  |  |  |  |  |  |  |  |  |  |  |  |  |  |
| |                                          |  |  |  |  |  |  |  |  |  |  |  |  |  |  |  |
| | 27. Luisa Isabel de Francia              |  |  |  |  |  |  |  |  |  |  |  |  |  |  |  |
| |                                          |  |  |  |  |  |  |  |  |  |  |  |  |  |  |  |
| |                                          |  |  |  |  |  |  |  |  |  |  |  |  |  |  |  |
| | 3. Isabel II de España                   |  |  |  |  |  |  |  |  |  |  |  |  |  |  |  |
| |                                          |  |  |  |  |  |  |  |  |  |  |  |  |  |  |  |
| |                                          |  |  |  |  |  |  |  |  |  |  |  |  |  |  |  |
| | 28. Fernando I de las Dos Sicilias       |  |  |  |  |  |  |  |  |  |  |  |  |  |  |  |
| |                                          |  |  |  |  |  |  |  |  |  |  |  |  |  |  |  |
| |                                          |  |  |  |  |  |  |  |  |  |  |  |  |  |  |  |
| | 14. Francisco I de las Dos Sicilias      |  |  |  |  |  |  |  |  |  |  |  |  |  |  |  |
| |                                          |  |  |  |  |  |  |  |  |  |  |  |  |  |  |  |
| |                                          |  |  |  |  |  |  |  |  |  |  |  |  |  |  |  |
| | 29. María Carolina de Austria            |  |  |  |  |  |  |  |  |  |  |  |  |  |  |  |
| |                                          |  |  |  |  |  |  |  |  |  |  |  |  |  |  |  |
| |                                          |  |  |  |  |  |  |  |  |  |  |  |  |  |  |  |
| | 7. María Cristina de Borbón-Dos Sicilias |  |  |  |  |  |  |  |  |  |  |  |  |  |  |  |
| |                                          |  |  |  |  |  |  |  |  |  |  |  |  |  |  |  |
| |                                          |  |  |  |  |  |  |  |  |  |  |  |  |  |  |  |
| | 30. Carlos IV de España                  |  |  |  |  |  |  |  |  |  |  |  |  |  |  |  |
| |                                          |  |  |  |  |  |  |  |  |  |  |  |  |  |  |  |
| |                                          |  |  |  |  |  |  |  |  |  |  |  |  |  |  |  |
| | 15. María Isabel de España               |  |  |  |  |  |  |  |  |  |  |  |  |  |  |  |
| |                                          |  |  |  |  |  |  |  |  |  |  |  |  |  |  |  |
| |                                          |  |  |  |  |  |  |  |  |  |  |  |  |  |  |  |
| | 31. María Luisa de Parma                 |  |  |  |  |  |  |  |  |  |  |  |  |  |  |  |
| |                                          |  |  |  |  |  |  |  |  |  |  |  |  |  |  |  |
| |                                          |  |  |  |  |  |  |  |  |  |  |  |  |  |  |  |

### Matrimonios (y amantes)

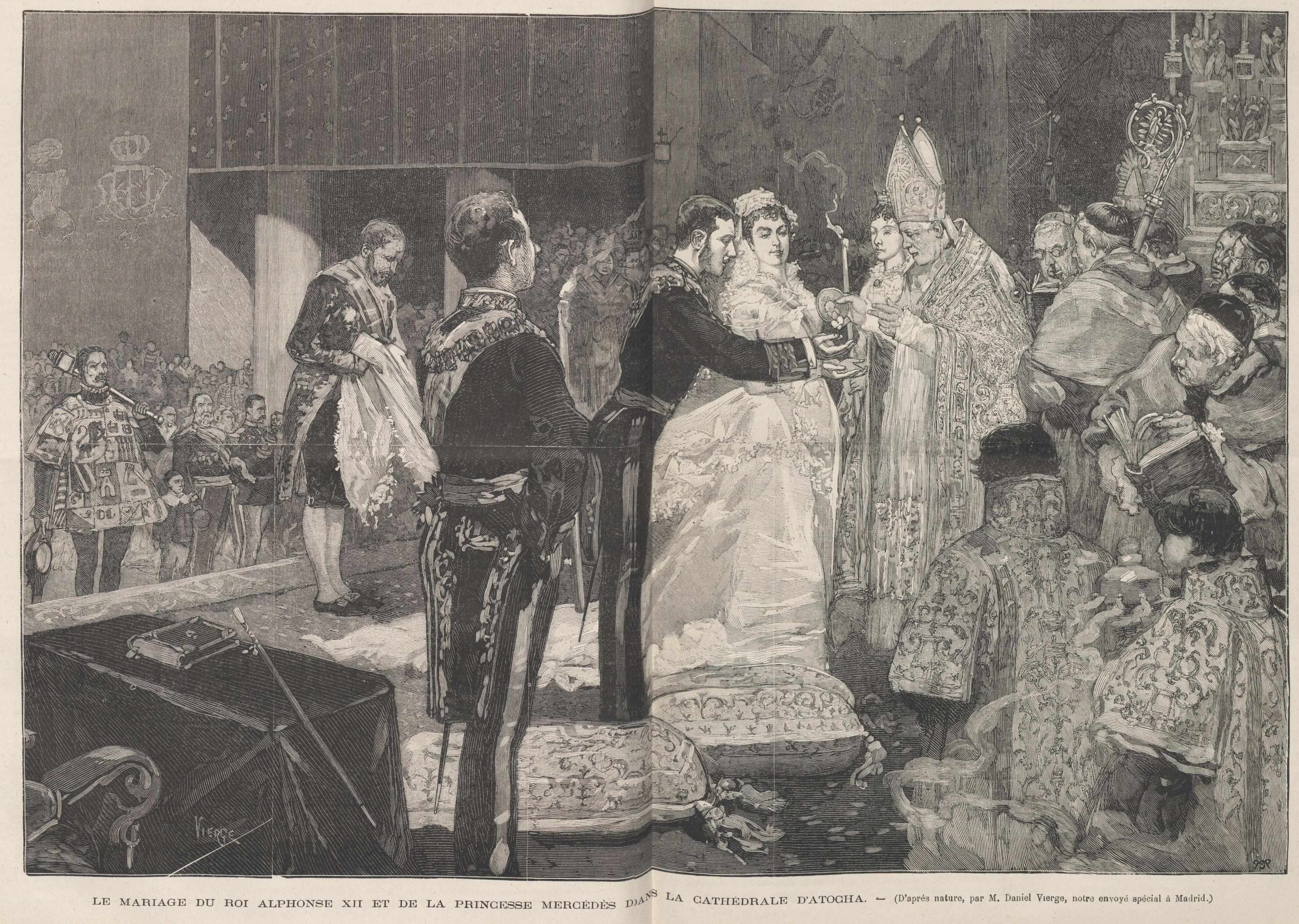
Boda de Alfonso XII y María de las Mercedes de Orleans, el 23 de enero de 1878, en la basílica de Atocha, dibujo de Vierge para Le Monde Illustré.

Alfonso XII se casó con su prima María de las Mercedes de Orleans, hija de los duques de Montpensier, el 23 de enero de 1878; sin embargo, la reina murió poco después. Los médicos le diagnosticaron «fiebre tóxica esencial» para no utilizar la palabra «tifus». Falleció el 26 de junio de 1878, dos días después de haber cumplido los 18 años. El impacto de su muerte fue enorme. El presidente del Congreso de los Diputados Adelardo López de Ayala en la oración fúnebre que pronunció dijo: «Ayer celebramos sus bodas. Hoy lloramos su muerte» ―su matrimonio sólo había durado cinco meses y tres días―. Miles de personas pasaron por capilla ardiente instalada en el Palacio de Oriente y pronto se hizo popular una copla que cantaban las niñas cuando jugaban al corro:

¿Dónde vas Alfonso XII?
¿Dónde vas triste de ti?
Voy en busca de Mercedes,
que ayer tarde no la vi.
Merceditas ya está muerta.
Muerta está que yo la vi.
Cuatro duques la llevaban
por las calles de Madrid.

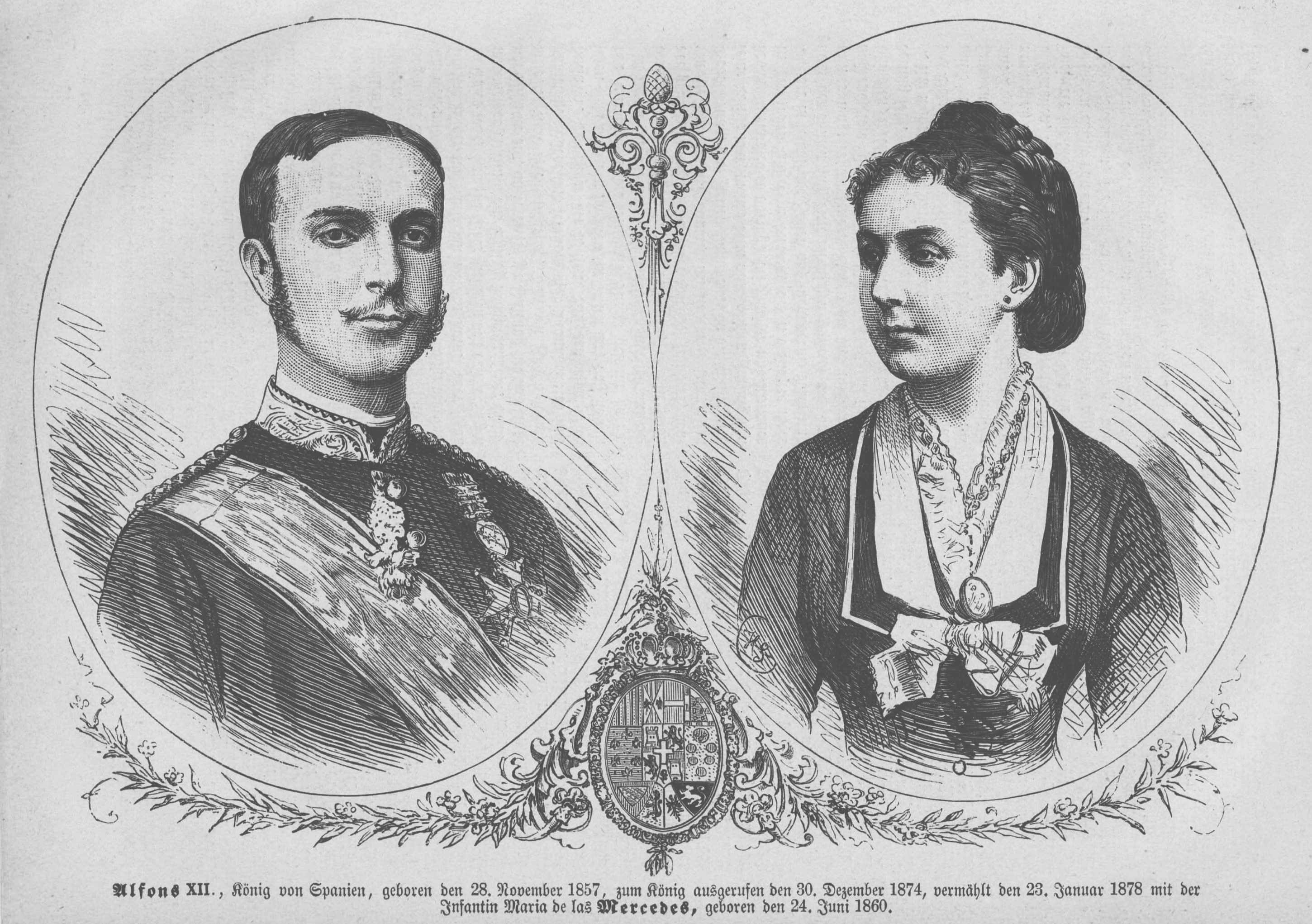
Alfonso XII y la reina María de las Mercedes. El rey quedó conmocionado por la muerte de su esposa el 26 de junio de 1878, dos días después de haber cumplido los 18 años y cuando solo llevaban cinco meses y tres días casados.

El rey Alfonso XII quedó conmocionado por la muerte de su esposa, con la que se había casado por amor, y no por razones políticas o dinásticas, como le confesó al embajador francés: «Me casé con la mujer que quería, no sin vencer considerables resistencias» ―entre otras, la de su madre que se negó a dar su consentimiento y no asistió a la boda―. En su cuaderno de caza Alfonso XII escribió: «En este día en que muerta Mercedes me he quedado como un cuerpo sin alma, nada me interesa, a nadie veo, paso el tiempo solo, leyendo, despachando los urgentes negocios de Estado… El único descanso moral es contemplar estas sierras tan ásperas o recorrer por este monasterio de San Lorenzo los sombríos recuerdos de aquel Rey que, al menos, tenía la suerte de ser creyente. Él hubiera creído que yo volvería a encontrar a Mercedes en el cielo». El presidente del Gobierno Antonio Cánovas del Castillo logró convencerle para que abandonara su retiro en el Monasterio de El Escorial y emprendiera un viaje de Estado por varias provincias españolas. A su vuelta a Madrid, el 23 de octubre, sufrió un atentado a su paso a caballo por la calle Mayor, del que resultó ileso. Su autor, Juan Oliva Moncusí, sería ejecutado a garrote vil el 4 de enero de 1879.

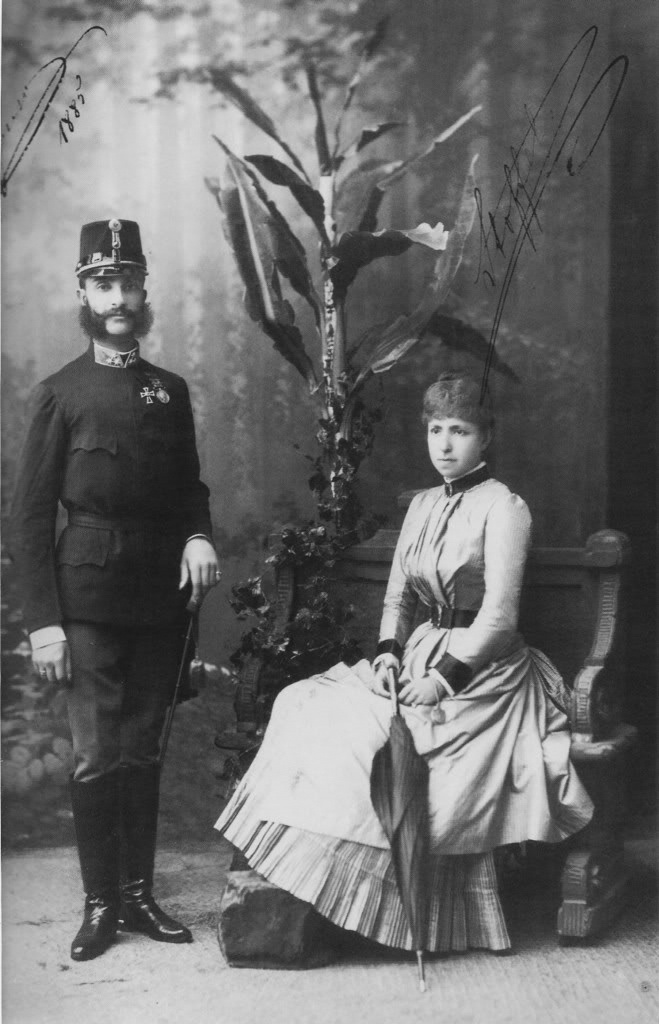
Alfonso XII con su segunda esposa María Cristina de Habsburgo-Lorena.

El atentado activó los planes de Cánovas para que el rey se casara de nuevo y asegurar así la continuidad de la dinastía. «Don Alfonso aceptó resignado su obligación: le dijo a Cánovas que eligiera él». La escogida sería la archiduquesa austríaca María Cristina de Habsburgo-Lorena, de veintiún años de edad, católica y sobrina del emperador Francisco José I de Austria, aunque para formalizar el compromiso habría que esperar «a que acabe el año de luto», como le dijo el rey al embajador español en Viena Augusto Conte Lerdo de Tejada, que fue el encargado de comunicar la propuesta a la archiduquesa María Cristina y a su madre, la también archiduquesa Isabel Francisca de Austria. Entre tanto el rey inició en la primavera de 1879 una relación con la cantante de ópera valenciana Elena Sanz, con la que tendría dos hijos, Alfonso (nacido en 1880) y Fernando (nacido en 1881), que no reconoció por lo que llevaron los apellidos de la madre. El rey la retiró de los escenarios, le puso un piso cerca de Palacio y le pasó una asignación mensual de algo más de 5000 pesetas, «una cantidad considerable para la época, pero menor de la que ella ganaba en el teatro». La reina madre Isabel II, exiliada en París, sentía un gran afecto por Elena Sanz y la llamaba «mi nuera ante Dios». La relación con el rey duró hasta la muerte del monarca.
La tramitación y organización de las bodas reales corrió a cargo del nuevo gobierno presidido por el general Martínez Campos. Tras la petición oficial de la mano de la archiduquesa al emperador Francisco José I, María Cristina de Habsburgo-Lorena, acompañada de su madre y de un selecto séquito, abandonó Viena el 17 de noviembre. Pasó por París, donde fue recibida por la ex reina Isabel II en su Palacio de Castilla ―esta vez el enlace contaba con su aprobación, a diferencia del anterior―, y cuando finalmente llegó a Madrid se alojó en el Palacio de El Pardo donde residiría hasta el 29 de noviembre, día en que se celebró la boda en la basílica de Atocha y a la que asistió la ex reina Isabel II, desplazada expresamente desde París. Un mes después ―el 30 de diciembre― el rey, esta vez acompañado de la reina, sufrió un segundo atentado, del que ambos resultaron ilesos. Poco después se hizo público que la reina estaba embarazada. Era una niña, que nacería el 11 de septiembre de 1880.
Nada más formar gobierno en enero de 1884, Cánovas tuvo que ocuparse de un asunto delicado que afectaba al monarca. Este tenía una nueva amante, la cantante Adela Borghi, pero a diferencia de la relativa discreción con que llevaba su relación con la también cantante de ópera Elena Sanz, se exhibía con ella en público paseando en coche por el Retiro. La reina María Cristina, que ya se había sentido dolida cuando se enteró de que el rey había tenido dos hijos con Elena Sanz, llamó a Palacio a Cánovas exigiéndole que interviniera. Le dijo: «¡Estoy harta de ser humillada por el Rey! Hasta ahora he soportado con paciencia todos sus devaneos, pues aunque eran del dominio público, él procuraba entrevistarse con sus amantes en lugares apartados… Comprendo que se alegren [los cortesanos] de tener un Rey tan “castizo”, y que les regocije la idea de que la víctima de tales hechos es una extranjera, “¡la austríaca!”. No obstante, hoy se ha colmado la medida: acabo de saber que hace dos días se paseó con ella por el Retiro. Le doy de plazo una semana para que Adela Borghi abandone España». Cánovas cumplió inmediatamente el encargo y veinticuatro horas después Adela Borghi ya había sido conducida a la frontera francesa.
La viuda de Alfonso XII, María Cristina, fue regente de España hasta la mayoría de edad de su hijo Alfonso XIII, en 1902.

### Descendencia
Con María Cristina de Habsburgo-Lorena tuvo tres hijos:
- María de las Mercedes (1880-1904), infanta de España y princesa de Asturias. Consorteː Carlos de Borbón-Dos Sicilias (1870-1949).
- María Teresa (1882-1912), infanta de España. Consorteː Fernando de Baviera.
- Alfonso XIII (1886-1941), rey de España desde su nacimiento, pues este se produjo después de la muerte de su padre. Consorteː Victoria Eugenia de Battenberg.

Además de su prole legítima, Alfonso XII dejó al menos dos hijos ilegítimos con la contralto Elena Sanz:
- Alfonso (1879[86]-1970).[87]
- Fernando (1881[86]-1922).

## Títulos y tratamientos
| ● 28 de noviembre de 1857-29 de diciembre de 1874: | Su alteza real el príncipe de Asturias |
| ● 29 de diciembre de 1874-25 de noviembre de 1885: | Su majestad el rey                     |

## Honores y distinciones
- Caballero de la Orden de los Serafines ( Reino de Suecia, 23 de octubre de 1877).[88]

## Nombramientos en homenaje

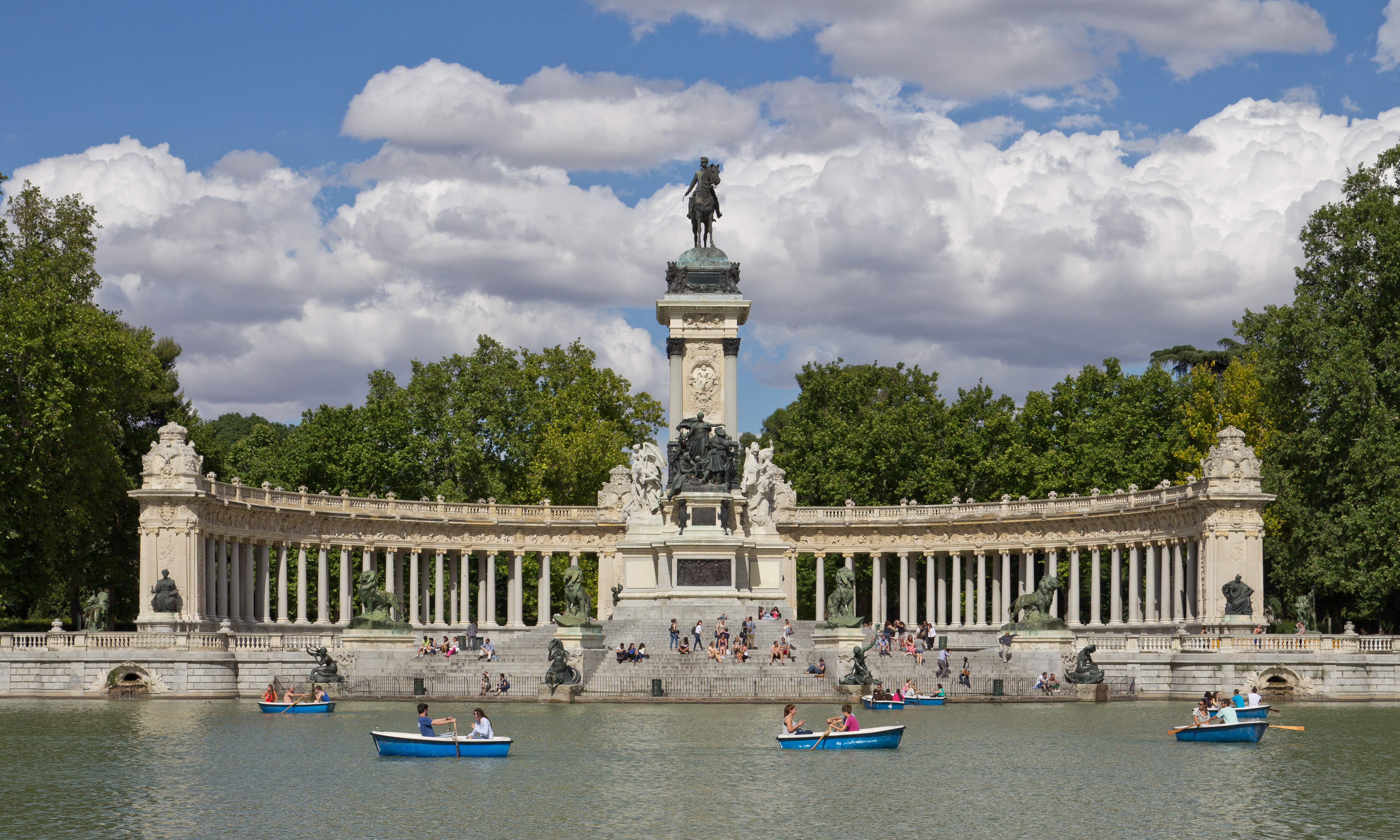
El monumento a Alfonso XII en el parque del Retiro de Madrid.

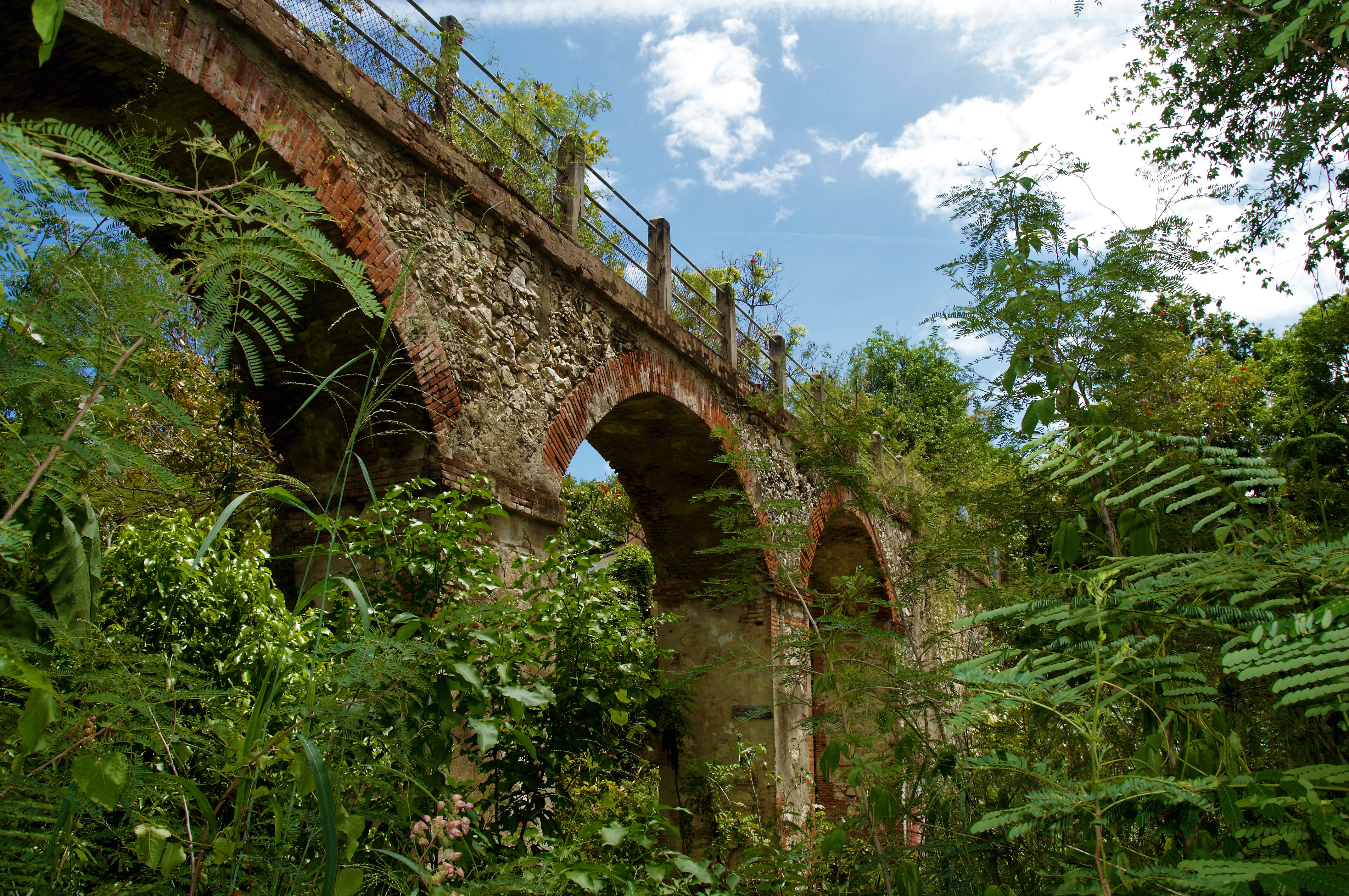
El Acueducto Alfonso XII en Ponce (Puerto Rico).

### Buques
- Alfonso XII (1891)

### Lugares e instituciones
- España:
  - Madrid: 
    - Calle de Alfonso XII
    - Monumento a Alfonso XII

  - Navarra: Fuerte de Alfonso XII
  - Santa Cruz de Tenerife: Plaza del Príncipe
  - Sevilla: Puente Alfonso XII
  - Málaga: Plaza y jardín de Alfonso XII

- Filipinas:
  - Manila: Teatro del Príncipe Alfonso XII

- Puerto Rico:
  - Ponce: Acueducto Alfonso XII
  - San Germán: Calle Alfonso XII

### Órdenes civiles
- Orden de Alfonso XII

## Alfonso XII en la ficción

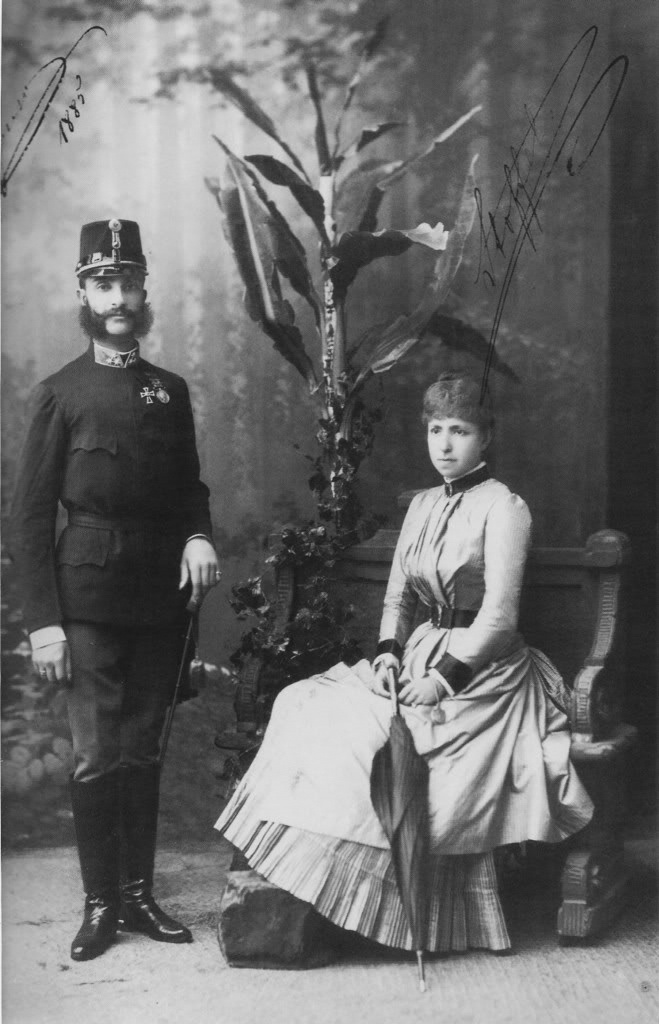
Alfonso XII con su segunda esposa, María Cristina de Habsburgo-Lorena.

### Literatura
Alfonso XII y la corona maldita (Altera, 2018) de Nieves Michavila, V Premio Hispania de Novela Histórica.

### Televisión
- El Ministerio del Tiempo (2017).

### Teatro
Juan Ignacio Luca de Tena estrenó en 1957 la obra ¿Dónde vas, Alfonso XII?, que recrea los años de noviazgo y matrimonio del rey y María de las Mercedes de Orleans, así como el fallecimiento de esta. Los actores que encarnaron a la pareja real en el estreno fueron Jorge Vico y Luchy Soto. Tuvo un enorme éxito y fue adaptada al cine por Luis César Amadori.

### Novela
G (Planeta, 2015) de Daniel Sánchez Pardo recrea la llegada del príncipe Alfonso a España en 1874 para ser coronado rey.

### Cine
- ¿Dónde vas, Alfonso XII? (Luis César Amadori, 1958). El actor Vicente Parra interpreta el personaje del rey.
- ¿Dónde vas, triste de ti? (Alfonso Balcázar, 1960). Secuela de la anterior en la que Vicente Parra también interpreta el papel del rey.